# Spider-Man
Pour les articles homonymes, voir Peter Parker et Parker.
Cet article concerne le personnage de fiction. Pour les autres significations, voir Spider-Man (homonymie).

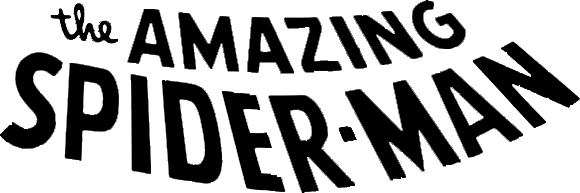
Logo de la série The Amazing Spider-Man.

Peter Parker, alias Spider-Man  (souvent erronément écrit « Spiderman »), est un super-héros évoluant dans l'univers Marvel de la maison d'édition Marvel Comics. Créé par le scénariste Stan Lee et le dessinateur Steve Ditko, le personnage de fiction apparaît pour la première fois dans le comic book Amazing Fantasy (vol. 1) #15 en août 1962.
En France (souvent traduit par l'Homme Araignée ou simplement l'Araignée), le personnage apparaît pour la première fois en mai 1969, dans le no 4 du périodique Fantask, publié aux Éditions Lug. Il s'agit en fait de la traduction du premier numéro de The Amazing Spider-Man datant de 1963. Ses origines, parues un an plus tôt dans Amazing Fantasy #15, ne seront publiées en français qu'en 1980 dans un album d'Iron-Man édité chez Arédit/Artima, puis en 1981 chez Lug dans un numéro spécial de sa revue Strange.
Lors de sa première apparition dans Amazing Fantasy, Spider-Man est l'identité que se choisit le jeune Peter Parker après avoir été mordu par une araignée radioactive et découvert qu'il avait à cette occasion développé des super-pouvoirs. Le succès de ce numéro permet à Spider-Man d'avoir dès 1963 sa propre série, The Amazing Spider-Man.
Spider-Man est depuis lors l'un des personnages les plus populaires de l'univers des comics. Au fil des ans, d'autres périodiques lui seront consacrés, tels Spectacular Spider-Man et Peter Parker, the Spider-Man, mais The Amazing Spider-Man est toujours le magazine principal du héros.
Peter Parker meurt dans le numéro 700 de The Amazing Spider-Man mais un nouveau Spider-Man reprend le flambeau lorsque l'esprit du Docteur Octopus occupe le corps de Parker. Cependant, une part de Peter demeure en vie et cohabite avec l'esprit d'Octopus dans son propre corps et le criminel laisse finalement l'âme de Peter récupérer son corps.
Le personnage a été interprété par quatre acteurs au cinéma : Nicholas Hammond pour les films tirés de la série télévisée The Amazing Spider-Man en 1978 et 1979, Tobey Maguire pour une trilogie de Sam Raimi de 2002 à 2007, Andrew Garfield pour deux films en 2012 et 2014 puis Tom Holland depuis 2016, à la suite d'un accord avec Sony Pictures, propriétaire des droits du personnage au cinéma, qui a intégré Spider-Man dans l'univers cinématographique Marvel. En 2021, le film Spider-Man: No Way Home réunit exceptionnellement les trois derniers acteurs, qui partagent l'affiche grâce au concept du multivers de Marvel.

## Création du personnage

### Auteurs
L'origine de Spider-Man est complexe et plusieurs personnes (Joe Simon, C. C. Beck, Jack Kirby, Stan Lee et Steve Ditko) ont participé d'une façon plus ou moins proche à sa création.
À l'origine, Joe Simon crée en 1953 pour l'éditeur Harvey Comics un super-héros appelé Spiderman ou Silver Spider. Il dessine aussi le logo et propose à C. C. Beck de dessiner la série. Cependant, la série s'arrête au niveau du projet (avec les crayonnés de Beck) car l'éditeur la refuse. En 1959, Joe Simon propose à Jack Kirby de travailler avec lui pour MLJ et lui donne le dossier « Spider-Man ». Simon et Kirby à partir de ces notes créent The Fly mais après le no 2 ils quittent l'éditeur .
Kirby part pour Marvel où, en 1961, en s'inspirant des notes ayant servi à la création de The Fly, il propose à Stan Lee de créer un nouveau super-héros nommé Spider-Man, Lee décide de couper le nom et propose une histoire de onze pages. Steve Ditko doit encrer la série que dessine Kirby mais ayant vu que Spider-Man s'inspirait de The Fly, Lee décide de reprendre les origines et les pouvoirs du jeune super-héros et de confier le dessin à Ditko.

### À propos du nom
Initialement orthographié « Spiderman », le nom du personnage est rapidement écrit avec un tiret (« Spider-Man ») dès le 16e numéro de Amazing Fantasy en août 1962. Il s'agit d'une décision de Stan Lee : « Quand j'ai imaginé le personnage pour la première fois, je voulais que personne ne le confonde avec Superman ».
La version française est publiée par les éditions Lug dès 1969 dans la revue Fantask, puis à partir de 1971 dans le mensuel Strange. À cette époque, il est plus communément appelé « L’Homme araignée » ou « L’Araignée » (ce dernier titre étant choisi par Lug pour désigner le personnage).
En français, la prononciation populaire prend le plus souvent la forme francisée \spi.dœʁ.man\, qui diffère de la prononciation anglo-américaine \ˈspaɪ.dɚ.ˌmæn\.
Dans le comics, les autres personnages lui donnent une grande variété de surnoms, plus ou moins dévalorisants, tels que le « Monte-en-l’air » (Wall-crawler), « Tête de toile » (Web head), le « Tisseur » (Web-slinger), ou simplement Spidey.

## Biographie du personnage

### Origines
Peter Parker est le fils unique de Richard et Mary Parker. Ses parents sont tués en travaillant sous couverture pour le gouvernement. Orphelin à l'âge de six ans, Peter est alors confié aux soins de son oncle et sa tante, Benjamin et May Parker.
Il est scolarisé au lycée de Midtown, dans le Queens à New York. Il est peu populaire mais excelle à l'école, notamment en sciences. Il étudie aussi le français, ou l'espagnol. Il a le béguin pour Liz Allen qui, elle, aime Flash Thompson.
Un jour, à la suite d'une expérience à laquelle il assiste, il est mordu par une araignée radioactive. Cette morsure lui confère des super-pouvoirs : il obtient une force et une agilité hors du commun, la capacité d’adhérer aux parois ainsi qu'un « sens d'araignée » ou « sixième sens » l'avertissant des dangers imminents.
Dans un premier temps, il met à profit ses pouvoirs fraîchement acquis pour gagner de l'argent. Mais très vite, un drame va changer sa vie : il laisse un voleur s'échapper alors qu'il aurait pu très facilement l'arrêter, prétextant que ce n'est pas son problème. Peu de temps après, son oncle Ben est tué par un cambrioleur. Ivre de colère, Peter se lance à la poursuite de l'assassin qui, une fois arrêté, se révèle être le voleur qu'il n'avait pas daigné appréhender. À partir de cet instant, sa vocation sera de lutter contre le crime et de suivre l'adage : « De grands pouvoirs impliquent de grandes responsabilités ».
Pour subvenir à ses besoins et à ceux de sa tante, en plus de ses frais d'études universitaires, Peter doit rapidement trouver un travail. Échouant à intégrer l'équipe des Quatre Fantastiques car ceux-ci ne sont pas payés en tant que super-héros et possédant un appareil photo, Peter a l'idée de faire des photos de lui-même en tenue de Spider-Man. Il tente ensuite de les vendre à différents journaux. À cette occasion, il sera remarqué par J. Jonah Jameson, l'irascible propriétaire et rédacteur en chef du journal Quotidien (le Daily Bugle en VO) de New York, qui l'embauchera en tant que photographe indépendant en free-lance. Les locaux du journal, ainsi que ses employés, joueront par la suite un grand rôle dans sa carrière de super-héros.
Son patron, J. Jonah Jameson, est l'archétype même de l'envieux : selon lui, tous les super-héros sont au mieux des profiteurs de gloire, au pire des malfaiteurs qu'il faut démasquer aux yeux du public. Spider-Man sera sa cible préférée ; quand Peter sauve son fils, John, Jonah Jameson considère que ce n'est que dans l'unique but de lui voler la vedette.
Peter Parker, en adolescent mal dans sa peau, a bien du mal à empêcher que son identité secrète ne soit dévoilée, du fait de la pression de l'opinion publique, la police, ses petites amies Mary Jane Watson et Gwen Stacy, sa tante May cardiaque et les criminels qu'il rencontrera lors de ses premières aventures.
On apprendra plus tard par Madame Web que Parker est « la force du fil de la toile de la vie » et que, pour préserver l'avenir, il ne doit jamais se corrompre.

### Identité secrète

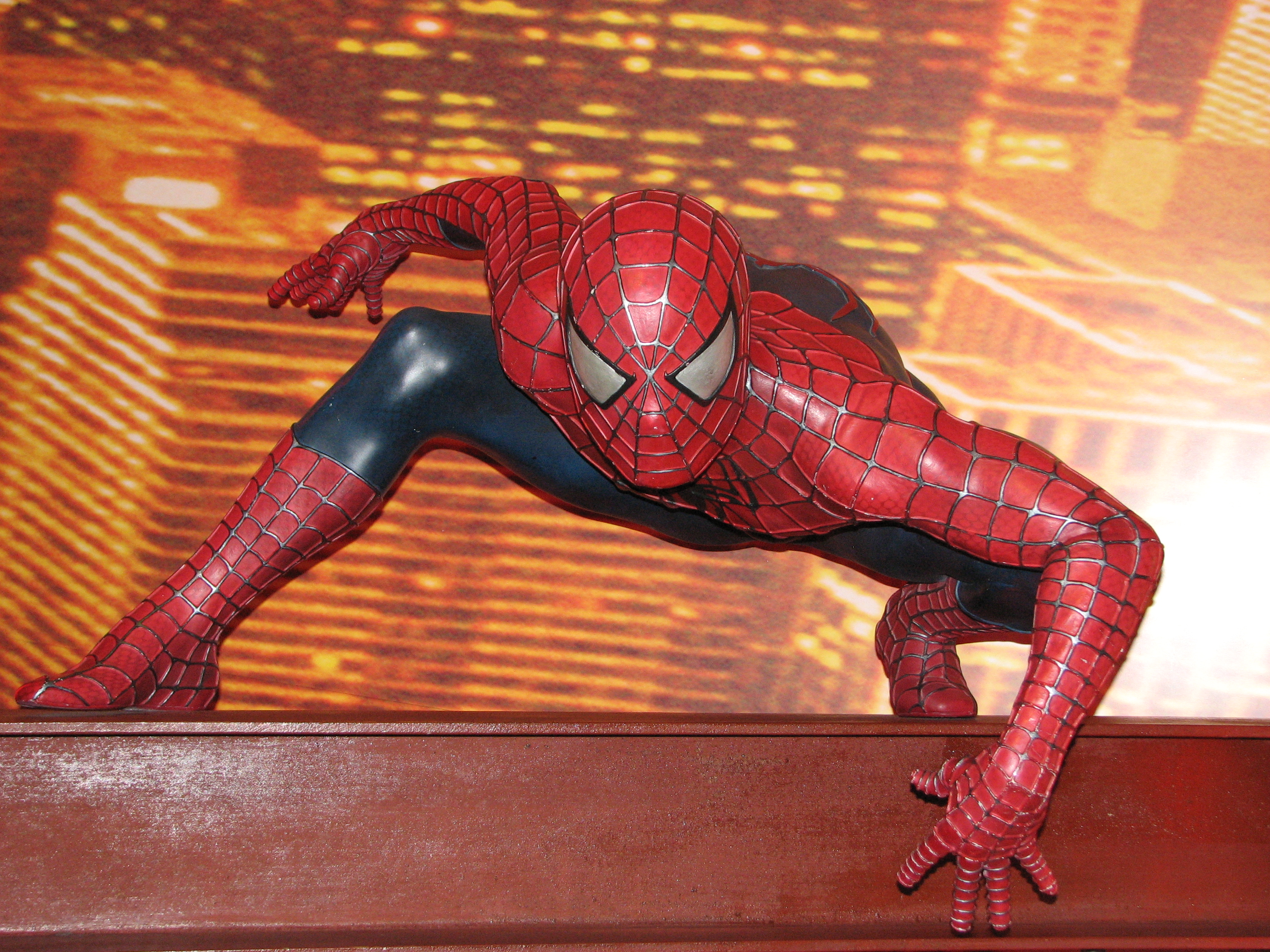
Statue de cire de Spider-Man au musée Tussauds de Londres.

Bien avant que son identité secrète ne fût révélée publiquement, plusieurs personnes étaient déjà au courant de la double vie de Peter Parker :
- Mary-Jane Watson est au courant depuis la première apparition de Spider-Man, mais elle mettra très longtemps à le lui dire, et plus encore à l'accepter ;
- neuf de ses ennemis (Norman Osborn, le Caméléon, le Chacal, Venom, Judas Traveller, Allison Mongraine (une infirmière qui aidera Mary-Jane à accoucher pour ensuite apporter l'enfant à Kaine), Morlun, Angelo Fortunato et Mac Gargan) s'en serviront contre lui, au point de mettre sa famille en danger et de le faire douter de son identité. De ceux-là, le Chacal, Fortunato, et Mongraine sont morts ; Judas Traveller a disparu ; Venom, Morlun et le Scorpion ne l’ont jamais révélé afin de « se réserver » l’opportunité de le détruire ;
- Harry Osborn découvrit le costume de Spider-Man dans la chambre de son colocataire, mais il ne cherchera pas, en général, à faire de mal à sa famille, tout en luttant contre Parker. C'est même en sauvant Spider-Man d'une mort certaine qu'il fera l'effort de trop qui lui coûtera la vie ;
- le Docteur Octopus lui aussi connaît l'identité de Parker, mais par égard pour sa tante qu'il faillit épouser[16] cherche plutôt à lui venir en aide ;
- quant à Kraven le chasseur, son code d'honneur l'empêche d'utiliser la connaissance de l'identité de son ennemi contre lui ;
- la Chatte noire, alias Felicia Hardy, connaît aussi l'identité de Spider-Man après que ce dernier lui a dit en enlevant son masque devant elle ;
- sa tante découvre son secret à la suite de son premier affrontement avec Morlun (elle trouve le costume en lambeaux dans son appartement). Elle met du temps à accepter la vie dangereuse de son neveu mais finit par l'épauler de son mieux ;
- Wolverine devinera la double identité de Spider-Man en croisant Peter dans la rue, ses sens hyper-développés lui permettant de reconnaître l'odeur de l'homme araignée sur Peter Parker et, ainsi, deviner son identité secrète ;
- Daredevil le rencontre plusieurs fois et malgré leurs différences, il est son ami le plus proche dans la communauté des super-héros. Ils connaissent mutuellement leurs identités secrètes ;
- Joe « Robbie » Robertson et George Stacy sont sans aucun doute persuadés de la double identité de Peter Parker/Spider-Man, mais ils n'en ont jamais eu la moindre preuve, et le traitent toujours comme un héros. D'ailleurs, quand George Stacy meurt dans les bras de Spider-Man, il l'appelle "Peter", prouvant ainsi à ce dernier qu'il connaissait sa double identité ;
- le reporter Ben Urich (en) du Daily Bugle (par ailleurs ami de Daredevil) a deviné la double identité de son collègue lors de la révélation de l'identité secrète de Matt Murdock dans les pages du Daily Globe, mais Urich ne lui avoue que pour les besoins d'une enquête ;
- de même, ses collègues les Nouveaux Vengeurs et les Quatre Fantastiques sont tous au courant de son identité secrète ;
- Layla Miller, Emma Frost, Cyclope, Kitty Pryde, Magnéto, Vif-Argent, Miss Hulk et Miss Marvel en prennent connaissance dans House of M ;
- dans New Avengers #19, Maria Hill fait arrêter Spider-Man ; il tente de s’échapper, mais un agent l’hypnotise et il tombe. Hill ordonne qu’un de ses agents fouille les pensées de Spider-Man à son réveil. Elle découvre ensuite pourquoi 90 % des mutants ont perdu leur gène X.

### Premiers combats
La réputation super-héroïque de Spider-Man grandit rapidement, et il fut amené à combattre un nombre ahurissant de super-vilains, dont le Docteur Octopus, l'Homme-Sable, Mystério, le Bouffon Vert et Kraven le chasseur. Peu après, plusieurs de ces criminels détournèrent leur attention du crime pour se venger de Spider-Man. En exclusivité, Peter vendit ses photos de combats de Spider-Man au Bugle, utilisant l'argent pour aider tante May. Périodiquement, Jameson utilise ces images pour attaquer l'image publique de Spider-Man. Mais alors qu'il est incapable de détruire en permanence la réputation du tisseur, Jameson s'est assuré que l'araignée ne pourrait jamais se réjouir de l'appui de la population qu'il méritait.
Avec la nouvelle confiance que son identité secrète lui procurait, Peter commença à casser son image de « faible » Parker et de rat de bibliothèque. Même la fille la plus populaire de la classe, Liz Allen (qui devint plus tard Liz Osborn) commença à s'intéresser à lui. Jaloux, le petit ami de Liz, le despote de la classe et la star du football Flash Thompson, défia Peter dans un combat de boxe et il arriva deuxième, ce qui mena à un nouveau respect pour son ancienne victime. Peter commença ensuite à sortir avec la secrétaire du Daily Bugle, Betty Brant, une fille timide, captivée par le danger que surmontait Peter en photographiant Spider-Man. Quand ce monde dangereux coûta la vie du frère de Betty, Bennett Brant, assassiné par Blackie Gaxton, Peter comprit pour la première fois la menace mortelle que Spider-Man représentait pour ceux qu'il aimait.
Au-delà des nombreux ennemis que Spider-Man affronta, il se fit un grand nombre d'alliés. Durant toutes ses aventures solitaires, il a rencontré d'autres héros qui devinrent ses amis et alliés comme Daredevil, les X-Men, les Quatre Fantastiques, le Docteur Strange et Captain America. À l'inverse de l'opinion publique, la communauté des super-héros fait dans son ensemble confiance à Spider-Man, au point de le contacter à chaque fois qu'un danger d'ordre universel se profile à l'horizon tel que Thanos, le Mage, la Déesse…

### La famille Stacy
La première relation amoureuse sérieuse de Peter est avec Gwen Stacy. Il se lie alors d'amitié avec son père, George Stacy, un officier de police retraité. Lors d'un combat avec le Docteur Octopus, George Stacy meurt en sauvant un enfant qui allait mourir écrasé par les décombres d'un immeuble. Agonisant, George lui révèle qu'il connaissait depuis un certain temps son identité en l'appelant par son prénom. Il lui demande de prendre soin de sa fille. Ces paroles reviendront longtemps le hanter.
Le public, convaincu que Spider-Man est responsable de sa mort, le traita comme un ennemi public. Il fut attaqué par d'autres super-héros comme Iceberg des X-Men, auquel il s'allia finalement pour sauver Joe Robertson. Ces évènements ont provoqué également un fort ressentiment de Gwen contre Spider-Man, qui, tourmenté par la culpabilité, savait qu'il ne pourrait jamais révéler son identité authentique sans risquer de la perdre pour toujours.
À cette époque, Harry se tourne vers le LSD, avec comme conséquences des problèmes relationnels avec Mary Jane (dont il est amoureux) et avec son père. À la suite de ces soucis, Norman redevient le Bouffon, enlève Gwen et va sur le pont George-Washington, défiant Spider-Man. Au milieu du combat, Gwen tombe du pont. Spider-Man tente de la rattraper du haut du pont, mais le cou de la jeune femme s'est brisé (pendant la chute ou avant). C'est l'un des moments les plus dramatiques de toute la carrière de Spider-Man. Peter, fou de rage, essaie de tuer Osborn, mais celui-ci ordonna à son planeur de l'empaler. Averti par son sens d'araignée, Peter esquiva l'engin qui empala le Bouffon, victime de son propre machiavélisme. Harry, sous l'effet de la drogue, assista à la scène et jura de venger son père. La mort de Gwen tourmentera Peter pour le reste de sa vie : est-ce que Gwen s'est brisé la nuque à cause de lui ? Ou était-elle déjà morte avant de tomber du pont ?
Aux yeux du monde, Spider-Man est coupable de la mort de Gwen, comme de celle (officielle) de Norman, et plusieurs justiciers comme Luke Cage ou le Punisher veulent l'amener devant la justice.
Harry succomba ensuite à l'héritage des Osborn, mais Spider-Man l'empêcha de terminer le travail que Norman avait commencé. C'est à cette époque que le professeur d'université de Gwen et de Peter, Miles Warren, commença ses crimes en tant que Chacal. Il blâma Spider-Man pour la mort de Gwen, dont il était amoureux. L'apogée des plans du Chacal enclencha la création d'un clone de Spider-Man, mais à la conclusion de leur combat, le Chacal et le clone furent supposés morts.
Pendant cette période, Spider-Man se rapprocha beaucoup plus de Mary Jane. Peu après avoir reçu son diplôme, Peter la demanda en mariage. Mais Mary Jane avait vécu trop de douleurs dans sa propre famille et s'écarta de lui. Elle quitta New York pour poursuivre sa carrière d'actrice.

### La première saga du clone
En 1975 débute la première saga du clone, après être rentré de Paris en sauvant Jameson, Peter découvre chez lui Gwen Stacy, vivante et ne sachant pas ce qu'elle fait là. Il s'avère qu'il s'agit d'un clone, le tout premier fabriqué par Le Chacal, celui-ci veut en effet se débarrasser de Spider-Man, et grâce à La Tarentule, il parvient à prélever l'ADN de Peter et ainsi faire un clone de Spider-Man. Les deux hommes-araignées se réveillent en même temps dans un entrepôt, ne sachant pas lequel est le vrai, et Ned Leeds est suspendu à une bombe, que seul le vrai Spider-Man peut approcher sans la déclencher. Un affrontement s'ensuit, les deux Spider-Men étant persuadés d’être le vrai. C'est finalement le clone de Gwen Stacy qui, sorti de l'hypnose que lui a fait subir Le Chacal, redonne la raison à ce dernier. Le chacal se jette alors sur la bombe pour détacher Leeds. Cependant cela déclenche l'explosion et entraîne l'effondrement de l'entrepôt. On ne retrouve pas le corps du Chacal, en revanche le clone de Peter est mort. Gwen Stacy finit par retrouver Peter, et décide de quitter New York après tous ces événements, Peter quant à lui, après s’être assuré qu'il était bien le vrai Peter et non le clone, jette le corps de son clone dans une cheminée.

### Le costume noir
Quand la Chatte noire rencontra Spider-Man, ce fut différent. Felicia Hardy était merveilleuse, talentueuse et déterminée. Elle était aussi une voleuse impertinente qui vouait une fascination obsessionnelle au héros. Spider-Man persuada la Chatte d'abandonner le crime ; ils tombèrent alors amoureux et devinrent partenaires.
Dans le crossover général de Marvel, Secret Wars, de nombreux héros (dont le Tisseur lui-même) comme Captain America, Hulk, la Guêpe, Miss Hulk, Œil-de-Faucon, Spider-Woman II, les X-Men (Charles Xavier, Cyclope, Diablo, Malicia, Tornade, Wolverine et Magnéto qui s’était temporairement racheté) ainsi que les Quatre Fantastiques (excepté La Femme Invisible), furent transportés par une entité cosmique connue sous le nom de Beyonder sur une planète appelée Battleworld, pour affronter des super-vilains. Pendant ces évènements, le costume de Spider-Man fut détruit et Peter décida d'utiliser une machine, qui avait apparemment restauré les costumes d'autres héros. Par erreur, Spider-Man activa un appareil différent et libéra une créature extraterrestre emprisonnée dans celle-ci. Pendant et après Secret Wars, Spider-Man fut étonné par ses nouveaux pouvoirs. Plus tard, Red Richards étudia le costume et découvrit que c'était en réalité un être symbiotique, qui voulait s'unir avec Spider-Man de façon permanente, comme un parasite. Heureusement, Spider-Man réussit à se débarrasser de lui, mais il continua à utiliser un costume noir en tissu, en alternant parfois avec le classique. Le symbiote fut confié à Richards.
Sa relation avec Felicia devint de plus en plus difficile, mais Peter resta à ses côtés, bien qu'il se rendit compte qu'elle était amoureuse de Spider-Man et non de Peter Parker. Elle accepta ensuite la double identité de son petit ami et leur relation continua pour un certain temps.
Le capitaine de police Jean DeWolff fut tuée par Sin-Eater (le Rédempteur en VF). Un certain Emil Gregg avoua sa culpabilité au journaliste Eddie Brock du Daily Globe, qui publia une série d’articles à son sujet. Mais la véritable identité du meurtrier était le sergent Stan Carter, et quand Spider-Man et Daredevil le neutralisèrent, Brock fut licencié. C’est au cours de cette affaire que Spider-Man et Daredevil se révélèrent leurs identités civiles.

### Mariage
Mary Jane revint dans la vie de Peter et lui révéla alors qu'elle savait depuis longtemps le secret de son identité. Peter la demanda en mariage pour la seconde fois, et elle accepta. Leur vie changea alors radicalement : Mary Jane abandonna sa vie trépidante et glamour, et Peter put partager ses problèmes avec elle. Leur mariage affronta les périls fréquents de la vie de Spider-Man, ainsi que de sérieux problèmes économiques, Peter étant toujours un photographe indépendant et Mary Jane n'ayant pas une carrière établie.

### Venom et Carnage
Plus tard, le symbiote s’échappa du Baxter Building et fondit sur Spider-Man, mais celui-ci arriva à s’en débarrasser grâce au son des cloches d’une église. La créature survécut et fusionna avec Eddie Brock, venu prier avant de mettre fin à une vie brisée par le discrédit et son cancer (celui-ci sera révélé beaucoup plus tard). Le symbiote lui transmit les pouvoirs et les souvenirs de son précédent hôte : ils s'unirent pour devenir Venom. Le monstre poussa Peter sur les rails du métro, puis le fit tomber d’un immeuble. Il tortura mentalement Mary Jane, qui fut traumatisée au point de pousser Peter à déménager et de ne plus jamais porter son costume noir. Mais Venom fut capturé et séparé. Durant leur captivité, le symbiote retrouva Brock et refusionna avec lui, formant à nouveau Venom et lui permettant de partir, pensant que Spider-Man était mort.
Venom s'échappa peu après, mais son symbiote eut le temps de pondre un œuf dans la cellule où était enfermé Cletus Kasady, un tueur en série ; c'est la naissance de Carnage. Considéré comme le rejeton de Venom, Carnage tua plusieurs personnes pour le plaisir. Échouant à l'arrêter, Spider-Man dut faire appel à Venom, en échange de sa tranquillité définitive. Spider-Man revint cependant sur sa parole et fit à nouveau emprisonner Venom ainsi que Carnage.

### Le retour du Bouffon
À cette époque, Harry Osborn s'était marié avec Liz Allen et avait eu un fils, Norman Jr. Pourtant, il devint fou, et devint, comme son père, le Bouffon. Ses crises de folie étaient dues au produit qui lui permettait de devenir plus fort. Il tenta de tuer Parker, mais la présence de Mary Jane et de son fils l'en empêcha. Dans un dernier accès de lucidité, il mourut en sauvant Spider-Man.
Le retour de ses parents bouleversa la vie de Peter. Laissés pour morts, ils vivaient en captivité en tant que prisonniers politiques dans l'ancienne URSS. Puis dans la saga en 14 parties Maximum Carnage, Carnage s'évada et fit équipe avec Shriek, Carrion, le Bouffon noir et Doppelganger. Pour combattre cette menace, Venom joignit à nouveau ses forces avec Spider-Man. Aidés d’autres héros comme Deathlok, la Chatte noire, Captain America, Firestar, la Cape et l’Épée et Iron Fist, ils firent retourner Kasady et sa bande à Ravencroft.
Peter, croyant finalement qu'il s'agissait bien de ses deux parents, leur révéla sa vie de Spider-Man. En fait, Richard et Mary Parker étaient des robots du Caméléon, une partie du plan qu'Harry Osborn avait monté avant sa mort. Quand il apprit la vérité, Spider-Man, dans un accès de rage, tua presque son ennemi et le traumatisa pour longtemps.

### Le clone

Représentation de Spider-Man dans une exposition en Chine (2014).

Dans l'une des sagas les plus longues et controversées de l'histoire des comics, la Saga du Clone, la vie de Spider-Man fut bouleversée par l'irruption de Ben Reilly (nom fondé sur le prénom de l'oncle Ben et le nom de famille de la tante May), son clone créé par le Chacal. Ben avait survécu à sa mort apparente, et avait décidé de retourner à New York en apprenant que Tante May était sur son lit de mort. Plus tard, Ben adopta l'identité de Scarlet Spider et mena sa carrière de super-héros en parallèle de celle de Spider-Man. Finalement, tante May mourut. Lors de ses funérailles, Peter fut incarcéré pour les crimes de son autre clone, Kaine. C’est alors que Ben Reilly accepta de prendre sa place en cellule pendant que Spider-Man cherchait à prouver son innocence.
Spider-Man combattit alors Kaine, avant qu’ils soient tous les deux enlevés par Judas Traveller qui les soumit à une parodie de procès au sein de l’Institut Ravencroft. Alors que Carnage jouait le rôle du procureur, Kaine dut jouer celui de l’avocat de Spider-Man, et le reste des criminels incarcérés à Ravencroft composait le jury. Au cours du procès, Spider-Man fut attaqué par certains des criminels présents, et Kaine le sauva.
Kaine combattit une fois de plus Spider-Man, mais il reconnut n’avoir agi que pour protéger son existence. Devant le refus persistant de Kaine de se dénoncer, Spider-Man lui annonça alors qu’il allait révéler son identité pour mettre un terme à toutes ses manipulations. Après avoir tenté en vain de convaincre Spider-Man de ne pas le faire, Kaine accepta finalement de reconnaître être le véritable meurtrier.
Avant que tante May ne s'éteigne, Mary Jane lui avait révélé qu'elle était enceinte. Peter fut très inquiet des conséquences que la radioactivité de son sang pouvait avoir sur la grossesse. Le Chacal, également en vie grâce à sa connaissance du clonage, fit douter Peter et Ben de leurs identités respectives. Ils décidèrent de faire des analyses afin de déterminer lequel était le clone et lequel était l'original. Trompés par le docteur Seward Trainer, ils conclurent que Ben était l'original et Spider-Man le clone ; celui-ci, durement éprouvé auparavant, perdit sa santé mentale déjà fragile et s'allia avec le Chacal pour établir le remplacement des êtres humains par les clones. Pourtant, avec l'aide de Ben et de Kaine, Peter se retourna contre le Chacal qui finit par chuter du haut d'un gratte-ciel.
Peter décida de confier le rôle de Spider-Man à Ben pour pouvoir se consacrer à sa famille. Ce n'est que bien plus tard qu'on découvre le responsable de toute cette mascarade : Norman Osborn, qui avait été laissé pour mort pendant les six dernières années et qui avait manipulé le Chacal, Trainer et les autres protagonistes pour rendre fou Peter et détruire sa vie. Devant son échec apparent, il décida de révéler sa présence, ses agents enlevant la fille nouveau-née (on ignore toujours ce qu'elle est devenue après que Norman la fit échanger avec un bébé mort, manipulant le médecin de Mary Jane) et tua Ben, ce qui prouva par ailleurs que Ben était bien le clone car son corps se désintégra. Ces pertes successives affectèrent profondément le couple.

### Post-Clone saga
Le Bouffon Vert mit en œuvre un plan pour obtenir un pouvoir illimité grâce à un rituel ancien, mais il obtint seulement la folie. Néanmoins, il voulait toujours détruire la vie de Peter. Celui-ci découvrit que sa tante May était toujours vivante et que la femme qui était morte était une actrice payée par Norman.
Peter abandonna sa carrière de super-héros, pour rassurer Mary Jane, mais il brisa rapidement sa promesse. Elle se sépara de lui et mourut officiellement dans un accident d'avion. Norman trouva que c'était le moment parfait pour le droguer et le forcer à devenir son héritier, mais il échoua. On découvrit plus tard que Mary Jane avait été enlevée par le Stalker, un harceleur obsédé par celle-ci.
Peu après, Spider-Man fut confronté à Ezekiel, qui remit en question les origines de ses pouvoirs. Il prétendait qu'ils dérivaient de la magie et non de la radioactivité. Finalement, la tante May apprit son secret : en lui rendant visite par surprise, elle le trouva blessé et profondément endormi, son costume déchiré étant resté à terre près de son lit. Peter et Mary Jane acceptèrent d'essayer encore une fois de sauver leur mariage, espérant cette fois-ci y parvenir.
Carnage eut un rejeton aussi, Toxin. Carnage étant dégouté de cette progéniture, il décida donc de le tuer après sa naissance. Toutefois, trop fatigué par « l’accouchement », il ne put le faire et décida alors de remettre cette tache à plus tard ; Patrick Mulligan, un policier déjà sur place lui servit d'hôte pour Toxin. Venom quant à lui voulut que Toxin vive et devienne comme lui. Mais Patrick était quelqu'un de bien et cela déteignit sur le symbiote qui préféra le camp de Spider-Man à celui de ses pères, s'attirant donc leurs foudres.
Lors de Avengers Disassembled, Spider-Man prêta main-forte aux anciens Vengeurs afin de combattre les effets des pouvoirs de la Sorcière Rouge, devenue incontrôlable.
Norman révéla, en prison, l'identité de Spider-Man à Mac Gargan, le Scorpion, et ce dernier enleva tante May. Osborn avait été dévoilé publiquement comme le Bouffon Vert et se retrouva en prison après avoir assassiné la journaliste Terri Kidder. Il savait que d'anciennes affaires avaient permis de créer des super-vilains vers 1950 et, comme témoin, il était une cible facile en prison. Peter se lança dans la recherche de sa tante, impliquant le Hibou et la Chatte Noire, et finit par apprendre que le Scorpion était le responsable. Norman demanda à Peter de le libérer en échange de la liberté de tante May; n'ayant pas le choix, Peter s'exécuta, et se retrouva face aux Sinister Twelve. Gargan venait de récupérer le symbiote et de devenir le nouveau Venom, et le Tisseur ne dut sa survie qu'à l'arrivée inopinée des 4 fantastiques et des Nouveaux Vengeurs.
À la suite de Avengers Disassembled, Spider-Man rejoignit les Nouveaux Vengeurs avec Captain America, Wolverine, Jessica Drew, Iron Man, Luke Cage et Sentry. Après les incendies criminels qui avaient ravagé son appartement et la maison de tante May, Peter Parker emménagea avec sa femme Mary Jane et sa tante dans la Tour Stark, qui était aussi le QG des Nouveaux Vengeurs. Pendant les événements de House of M, Peter se retrouva dans une illusion qui comportait la vie dont il avait toujours rêvé : son oncle Ben y était vivant, il avait un enfant avec sa femme Gwen Stacy, et il avait l'approbation de l'opinion publique. Quand la réalité fut restaurée, Peter, fou de douleur, demanda au Docteur Strange de lui faire tout oublier , et devint très violent lorsque Strange lui dit qu'il ne pouvait pas. Il alla jusqu'à attaquer mortellement Vif-Argent, le responsable de la manipulation.
Dans L'Autre, Spider-Man est brutalement attaqué par Morlun, qui voulait se nourrir de l'essence mystique de l'araignée en Peter. Pour pouvoir le vaincre, Spider-Man accepta sa part d'araignée et renaquit avec des nouveaux pouvoirs, parmi lesquels des réflexes améliorés, l'adhérence pour l'ensemble de son corps, deux dards sortant de ses poignets et la vision nocturne.

### Civil War

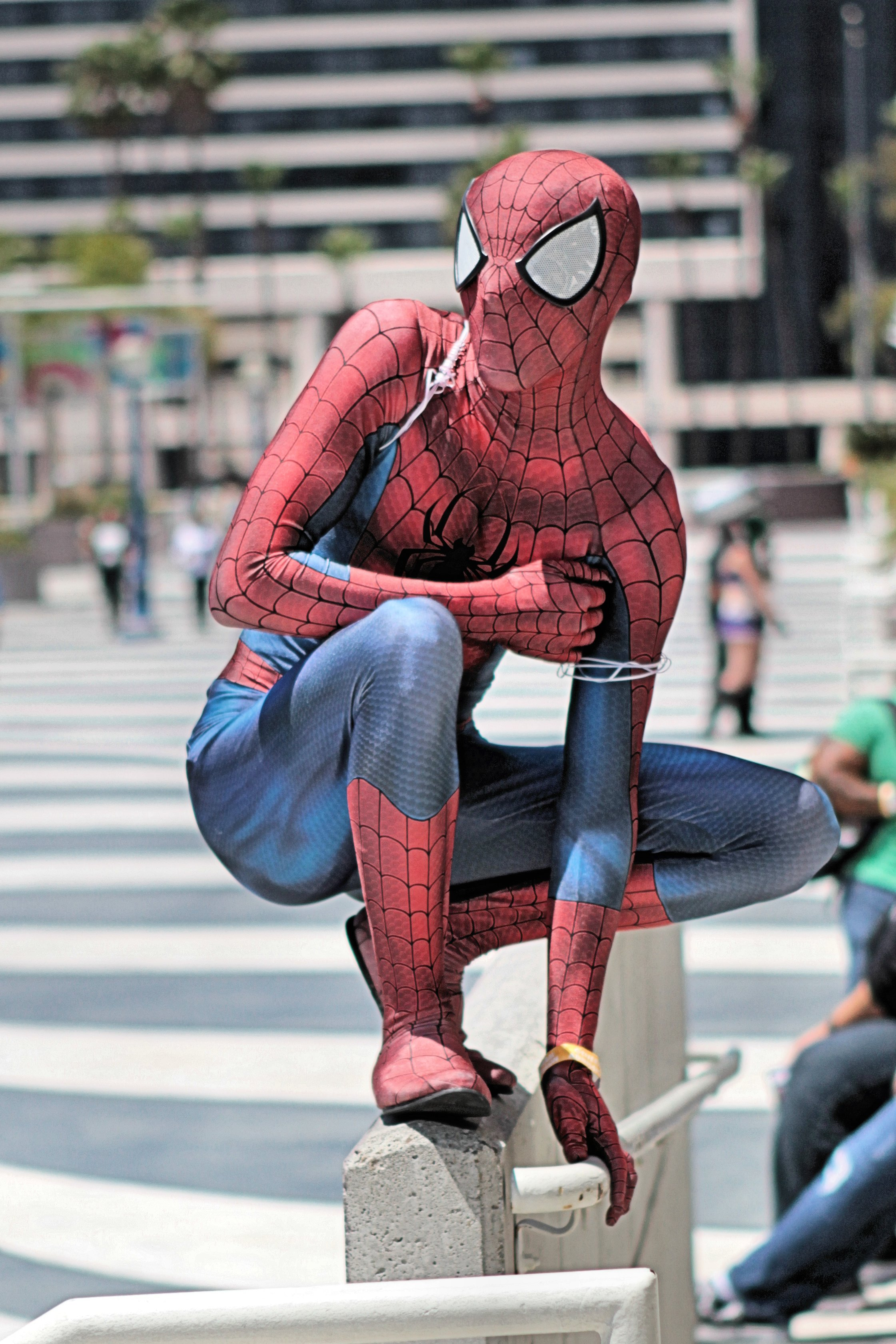
Cosplay de Spider-Man.

Après l'accident de Stanford provoqué par une altercation entre les New Warriors et quelques super-vilains, et qui a causé la mort de plus de six cents civils, la loi du Superhuman Registration Act (qui exige l’enregistrement de toute personne ayant des aptitudes surhumaines auprès du gouvernement des États-Unis) est appliquée. Quelques jours avant sa promulgation, Spider-Man laisse entendre qu'il y est opposé. Cependant, profitant que Peter était émotionnellement fragile après House of M, Iron Man réussit à le convaincre de révéler son identité au monde entier, afin de prévenir un affrontement ; cela fit de lui, ainsi que de sa famille, une cible pour de nombreux criminels qui voulaient se venger.
Par la suite, la mort de Goliath, tué par un clone cyborg de Thor, le fit réfléchir, mais c'est en découvrant la prison de la Zone négative (considérée comme un goulag soviétique par Peter) et les nombreux super-héros incarcérés en dehors du système judiciaire civil, sans procès ni inculpation, pour une durée indéterminée, qu'il décida, très désillusionné, de changer de camp. Finalement, il combattit un Iron Man réticent, et s'échappa, après avoir mis Mary Jane et May en lieu sûr. Il fut sauvagement blessé par le Pitre et Jack O’Lantern (envoyés par le SHIELD contre la volonté d'Iron Man), mais le Punisher le sauva de justesse, en tuant les deux criminels, et l'amena à Captain America, chef de la résistance contre l'enregistrement. Après s’être remis de ses blessures, Spider-Man fit une déclaration télévisée contre la nouvelle loi.
Avec l'espoir de remédier à la situation, Spider-Man se joignit aux forces de la résistance et participa à une titanesque bataille, au milieu de New York, contre Iron Man et ses alliés partisans de l'enregistrement. Quand la bataille fut terminée, Captain America fut appréhendé et Spider-Man, avec beaucoup d'autres héros de la résistance, s'est vu forcé de se cacher.
Tandis que Spider-Man luttait contre ses anciens amis, un ancien ennemi refit surface. Le Caïd du crime, Wilson Fisk, avait engagé, en prison, un tueur à gages pour tuer Peter et sa famille, qui s'étaient réfugiés dans un motel. Quand Peter retourna au motel, il détecta la présence du tueur, mais trop tard. Peter put sauver sa femme, mais le tueur réussit à atteindre May…

### Back in Black
May tomba dans un état comateux et se retrouva à la limite de la mort. Émotionnellement plus dévasté que jamais, Spider-Man renfila son costume noir pour ainsi envoyer un nouveau message à ses ennemis : s'ils sont cruels, il le sera aussi, et partit à la recherche du tireur. Après une enquête minutieuse, il découvrit que celui-ci - entretemps éliminé car il en savait trop - avait été engagé par le Caïd. Peter retrouva ce dernier à Rikers Island où s'ensuivit un combat entre les deux ennemis (qui peut rappeler le combat entre Spider-Man et le Bouffon-Vert après la mort de Gwen Stacy). Finalement, le Caïd supplia Peter de le tuer, mais celui-ci préféra attendre la mort de May avant d'assouvir sa vengeance. Il menaça également les autres prisonniers au cas où il leur viendrait la mauvaise idée de s'en prendre eux aussi à ses proches. Continuant sa descente aux enfers, pour faire transférer sa tante, à laquelle la transfusion de son sang n'avait visiblement rien fait, Peter commit de nombreuses infractions, la plus grave étant d'avoir assommé un policier.
Quand Wolverine confirma la mort de Captain America, un Spider-Man inconsolable visita la tombe de Ben Parker, où se trouvait le Rhino qui visitait la tombe de sa mère. Spider-Man, croyant qu'il allait l'attaquer, se battit avec Rhino, qui accidentellement détruisit la tombe de sa mère. Furieux, il attaqua Spider-Man qui se rappela une situation similaire, où il était attaqué par Hulk, pour être finalement sauvé par Captain America. Spider-Man vainquit Rhino et après, il fut confronté par Wolverine au pont où Gwen Stacy fut tuée. Spider-Man lui demanda si la douleur serait surmontée et le mutant lui expliqua que « Tu ne surmontes jamais une mort. Tu dois apprendre à vivre avec et un jour la douleur diminuera ».
Parallèlement, Spider-Man se battra aussi contre Mister Hyde, fera équipe avec l'Homme-Sable pour disculper son père du meurtre d'un Ben Parker d'une autre dimension, en fait tué par le Caméléon de l'année 2211. Enfin, Peter retrouvera Eddie Brock, qui, poussé par Venom, tentera de tuer May puis s'y refusera. Il découvrira également que mademoiselle Arrow, la petite amie de Flash n'était autre qu'Ero, le double femelle de Spider-Man constituée d'araignées, apparue dans la saga l'Autre.

### One More Day
Sentant que la mort de Tante May est imminente, Peter, de plus en plus déprimé, rencontre Mephisto qui lui propose un pacte inattendu : il peut faire revivre sa tante, à condition de modifier le passé. Le mariage entre MJ et Peter n'aurait jamais eu lieu et l'identité nouvellement publique de Spider-Man serait effacée de la mémoire collective. Refusant dans un premier temps, Peter (poussé par sa femme) accepte le pacte. La réalité s'en retrouve chamboulée : MJ et Peter ne sont plus mariés, May est bel et bien vivante (et en bonne santé), Peter vit chez sa tante, Spider-Man ne produit plus de toile organique et retrouve ses lance-toiles, Harry Osborn est vivant, Spider-Man est redevenu une figure inconnue et méprisée du grand public et personne (même la Chatte noire et Daredevil) ne se souvient plus de son identité. On découvre également un élément inattendu : si Peter n'avait pas accepté le pacte de Mephisto, le couple aurait eu une fille… À noter également que MJ passe un pacte secret avec le démon.
Les réactions face à cet arc scénaristique ne se sont pas faites attendre. Beaucoup de fans se sont sentis trahis et les réactions négatives ont été nombreuses,.

### L'Anti Venom
Le crossover Marvel de l'année 2008 touche également les séries de Spider-Man. Dans celles-ci, Spider-Man se retrouve aux prises avec Eddie Brock, l'ancien Venom. Celui-ci, souffrant d'un cancer en phase avancée, s'était vu abandonné par le symbiote Venom, et était sur le point de mourir, lorsqu'il développa un nouveau symbiote de couleur blanche qu'il appela Anti-Venom.
Au contact de l'Anti-Venom, Eddie Brock guérit instantanément de son cancer. Il projeta alors de guérir tout le monde, disant être un nouveau messie. L'Anti-Venom se battit plusieurs fois contre Venom, ce dernier ayant choisi comme hôte l'ancien Scorpion, Mac Gargan, après avoir abandonné Eddie. Il s'avéra que l'Anti-Venom était largement de taille à affronter Venom, et même plus fort, puisqu'il réussit à tuer le symbiote de Gargan. Spider-Man tenta d'intervenir lors du combat, mais Anti-Venom essaya de le « guérir » aussi, et Spider-Man perdit temporairement ses pouvoirs d'araignée.

### La saga duGauntlet
Sur ordre de Sasha Kravinoff, femme de Kraven le Chasseur, Electro utilise ses pouvoirs pour libérer une partie des prisonniers du Raft, et plus spécialement, Jimmy Natale, le nouveau Vautour. Après le retour du Vautour et des attaques un peu partout dans la ville par celui-ci, certains journalistes écrivent que c'est J. Jonah Jameson, le maire de New York (et ennemi de Spider-Man) qui a créé ce Vautour en menant des expériences sur lui. Jameson se défend, mais les médias insistent. À ce moment-là, le Vautour attaque le maire, qui se trouve dans son bureau. Celui-ci est sauvé de justesse par Spider-Man. Cependant, les journalistes qui assistent à la scène depuis le trottoir ne voient que le Vautour qui est entré dans le bureau du maire, et voient ceci comme une preuve de leur complicité.
Peter Parker sait que c'est faux mais n'a pas de preuve, n'ayant pas d'appareil photo sur lui lors de son combat dans le bureau du maire. Cependant, il refuse de laisser tomber son vieil ennemi, et dans un élan de générosité, modifie une photo par ordinateur, afin de faire croire aux gens que le maire Jameson était bien attaqué par le Vautour.
La modification passe inaperçue auprès des journalistes, qui s'excusent auprès du maire : ce dernier est lavé de tout soupçon. Cependant, il demande une conférence de presse, à laquelle il invite Peter Parker. Peter pense naturellement que c'est pour le remercier, et y va, un sourire aux lèvres. Contre toute attente, le maire de New York affirme alors devant le pays entier que la photo était truquée (il reconnait en effet certains détails sur la photo qui lui mettent la puce à l'oreille). Il refuse de se faire innocenter par une photo truquée, insistant cependant sur le fait qu'il est innocent. Il se dit touché par l'acte de Peter Parker, mais refuse de le garder dans son équipe pour des raisons d'éthique professionnelle. Peter, choqué, se retrouve au chômage et sans un sou.
Habitant chez la sœur de son ami, Michelle Gonzales, il s'autorise des retards sur le loyer, accentuant les rapports assez « pimentés » de leur relation. Celle-ci menace de le mettre à la porte s'il ne fait pas plus attention.
En tant que Spider-Man, la vie ne va pas mieux. Plusieurs de ses anciens ennemis sont revenus en ville : le Rhino, Electro (qui détruit le bâtiment du Daily Bugle lors d'une attaque), le Caméléon, Mysterio, L'Homme-Sable, Kaine (le clone raté de Peter Parker) et même la Chatte noire, qui cependant ne vient pas en tant qu'ennemie. Après plusieurs combats qui l'affaiblissent énormément, Spider-Man tombe malade (fièvre, toux, évanouissements…).
Plusieurs avatars de l'araignée sont enlevés au même moment par la famille Kravinoff (sans Kraven le Chasseur, qui est mort) : Spider-Girl (Anya Corazon), Spider-Woman et Madame Web. Lorsque Peter découvre cela, il entre dans une colère noire, car il comprend qu'elles ont été enlevées à cause de lui. Il est tellement furieux qu'il se laisse facilement berner par le Caméléon, déguisé en son vieil ami Ezekiel, qui l'attire tout droit dans un piège des Kravinoff.
Sasha Kravinoff, Alyosha Kravinoff, Ana Kravinoff et Vladimir se lancent à la poursuite d'un Spider-Man aux portes de la mort : celui-ci arrive à peine à courir. Lorsque tout semble perdu, Kaine apparaît aux côtés de Peter. Il ôte le costume de ce dernier et prend sa place, tandis que le vrai Peter est caché, inconscient. Kaine déguisé en Spider-Man se lance à l'assaut de la famille Kraven, mais il s'avère finalement qu'il ne fait pas du tout le poids et il est facilement capturé. Alors qu'il est amené sur un autel, Sasha Kravinoff révèle enfin ses véritables intentions : tuer Spider-Man et utiliser son sang afin de ressusciter son défunt mari Kraven le Chasseur grâce à un ancien rituel de leur famille. Elle plante ainsi un couteau dans le cœur de Kaine, et le tue. Le sang coule sur la tombe de Kraven, et celui-ci se lève parmi les morts.
Dès que Kraven réalise où il est, il entre lui-même dans une rage noire : il n'avait pas du tout envie d'être ressuscité. Il tue de ses mains Vladimir (qui lui aussi avait été ressuscité peu avant, en tant qu'expérience test), et frappe sa femme. Il regarde alors le corps sans vie de Kaine, et découvre tout de suite que ce n'est pas le vrai Spider-Man.
Le vrai Spider-Man se réveille enfin. Il va un peu mieux, et découvre son costume noir à côté de lui. Il l'enfile, et s'introduit dans le manoir de la famille Kravinoff. Celle-ci est aux aguets : ils savent que Spider-Man va venir se venger à tout moment. Ce qu'ils ne savent pas, c'est qu'il est dans une colère tellement intense qu'il en est quasiment 100 fois plus puissant. Il piège sans mal Alyosha et Ana, et les neutralise. Il déchire le visage de Sasha Kravinoff en collant ses doigts dessus (technique qu'il n'a utilisée qu'une seule fois : durant Back in Black, contre le Caïd). Il arrive enfin devant Kraven, qui s'est équipé pour le combat : bouclier, haches et lance de chasse. Le combat est extrêmement rapide : Spider-Man est très en colère (il arrive même à éviter une balle de sniper d'Alyosha, ce qui lui est habituellement impossible) mais finalement, il épargne Kraven et sa famille, qui se téléportent en Terre Sauvage pour s'entraîner. Kraven tue ensuite sa femme Sasha pour lui avoir infligé cette humiliation.
Madame Web, sur le point de mourir des suites de ses blessures, transfère ses pouvoirs de voyance à Spider-Woman. Cette dernière décide de la remplacer et fait don de son costume à Spider-Girl.

### One Moment in Time
Mary Jane vient discuter avec Peter chez lui, afin de se réconcilier avec lui. Durant cette discussion, on apprend notamment ce qui est arrivé à leur relation (qui avait été annulé par Méphisto durant One More Day, il y avait donc une nouvelle « version » de cette liaison, où ils finissaient par ne pas se marier). On voit également ce qui s'est passé dans cette « version », pour que l'identité de Peter soit cachée à nouveau : dans cette version, c'est Tony Stark, Reed Richards et le Docteur Strange qui combinent leurs pouvoirs pour cacher son identité.

### Big Time
Après la réconciliation de Mary Jane et Peter Parker, ceux-ci deviennent très bons amis (mais décident d'un commun accord qu'il n'y aura pas plus entre eux). Peter Parker commence à sortir avec une ancienne amie, Carlie Cooper, qui travaille aux services de police. De plus, sur conseils de Marla Jameson, il est embauché par Max Modell aux Laboratoires Horizon, où il peut mettre à contribution sa passion et son talent pour les sciences, et où il est extrêmement bien payé. Il crée en cachette, grâce aux ressources quasiment illimitées de ce Laboratoire, de nouveaux costumes, dont un costume furtif au design très futuriste (la Chatte noire lui dit même qu'il ressemble à « une pub ambulante pour le nouveau Tron ») et un costume pare-balles. Lorsque Max Modell se rend compte que toutes les nouvelles technologies que Peter crée correspondent à un nouveau gadget de Spider-Man, Peter arrive à faire croire à Max Modell qu'il crée des costumes et autres gadgets pour le héros. Max Modell n'y voit heureusement pas d'inconvénient.
Spider-Man doit faire face à un nouvel ennemi : un nouveau Super-bouffon. Celui-ci est un employé du Daily Bugle, amoureux de Norah Winters (une amie de Peter Parker). Pour qu'elle le remarque, il endosse ce costume, commet des crimes et revient toujours au bureau avec des informations exclusives. Le Super-bouffon travaille en partenariat avec le Caïd. Il possède une épée enflammée qu'il a volée à l'ancien Super-Bouffon, et un cri supersonique qu'il peut moduler et qui peut assommer n'importe qui. Spider-Man se retrouve confronté à ce super-vilain lorsque celui-ci attaque les laboratoires Horizon afin de récupérer un métal similaire au vibranium, qu'un collègue de Peter avait mis au point. Peter sort son costume de Spider-Man, mais le Super-Bouffon bat Spider-Man à plate couture, et est sur le point de le tuer lorsqu'une des collègues de Peter couvre le cri supersonique du super-vilain en diffusant une musique au moyen des enceintes du mur. Spider-Man en réchappe de justesse, mais le Super-bouffon s'enfuit avec le minerai dangereux.
Spider-Man modifie alors son costume furtif, en y ajoutant des fonctionnalités spécifiques au Super-Bouffon, dont le blocage des fréquences sur lesquelles est émis le cri de ce dernier. Il s'introduit, avec l'aide de La Chatte noire, dans le repère du Caïd, et arrive à neutraliser tout le stock de vibranium modifié avant de détruire le bâtiment.

### Spider-Island
Alors que Peter coule des jours paisibles avec Carlie, un étrange événement se produit. La population de New York se voit dotée des mêmes pouvoirs que Spider-Man. Alors que les Vengeurs et les 4 Fantastiques tentent de maîtriser les foules, Peter découvre qu'il s'agit d'un plan du Chacal, qui a récemment fait son retour avec Kaine. Peter parvient à libérer Kaine de l'emprise du Chacal, et ils parviennent à mettre fin à cette folie. Kaine s'exile ensuite pour Houston, où il deviendra Scarlet Spider.

### Superior Spider-Man

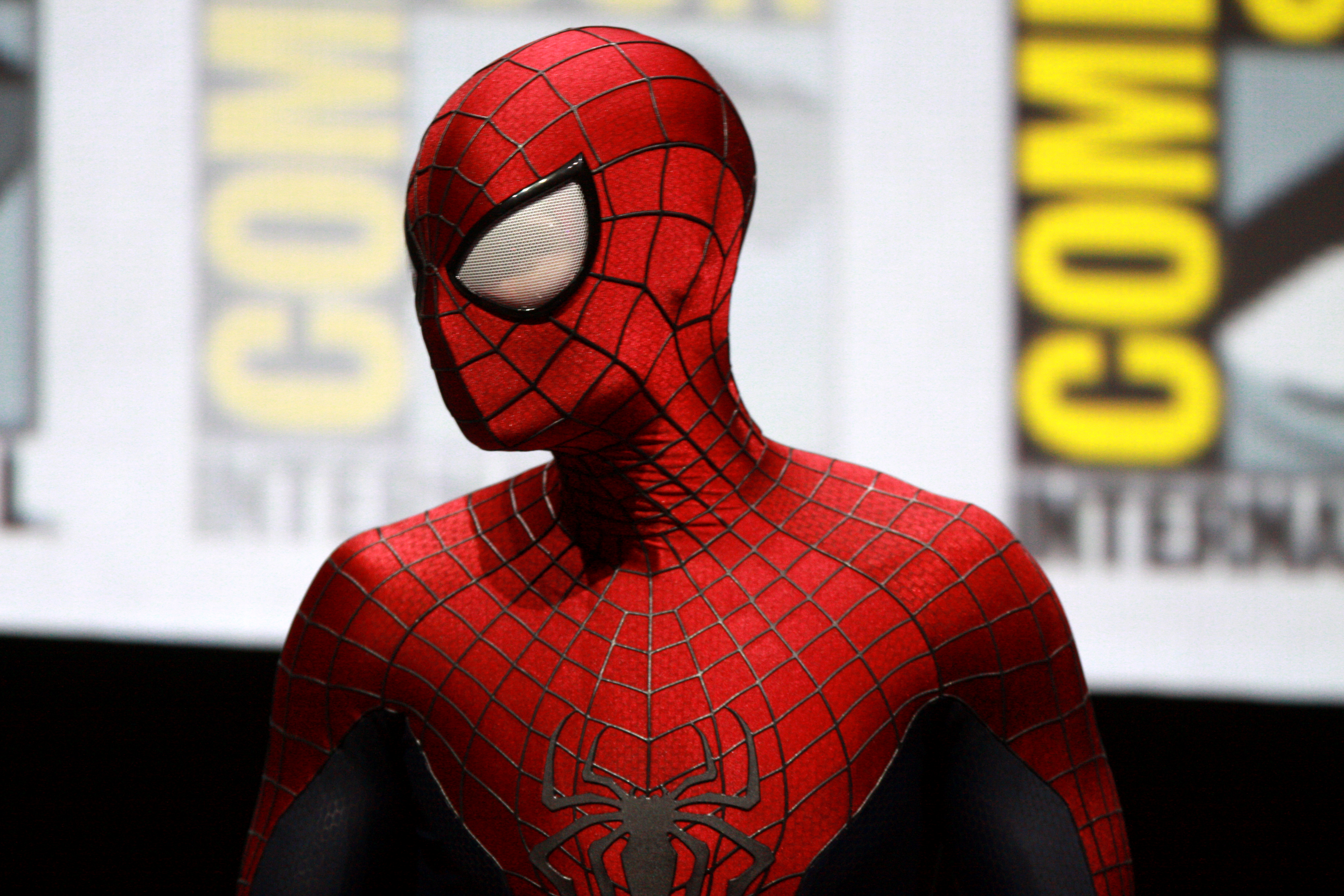
Cosplay de Spider-Man lors de la San Diego Comic-Con 2013.

Tout le monde se remet petit à petit des effets de Spider-Island. C'est alors que le Docteur Octopus, gravement malade, réunit les Sinister Six une dernière fois dans le but d'anéantir le monde. Leur plan est mis à mal par Spider-Man et les Vengeurs, et Octopus est renvoyé en prison. Tentant le tout pour le tout, il réussit grâce à un spider-bot à échanger son esprit avec celui de Peter. Octopus occupe donc le corps de son ennemi, pendant que Peter est coincé dans celui fragile et mourant d'Otto. Jouant contre le temps, Peter réussit à fabriquer un spider-bot, mais son plan échoue au dernier moment. Peter meurt dans le corps d'Octopus, dans les bras du nouveau Spider-Man.
Un évènement totalement inattendu se produit alors : au moment de la mort de Peter, Otto comprend le sens des responsabilités d'un héros, et décide alors de devenir un Spider-Man supérieur (d'où le titre de la saga). Il se crée un nouveau costume, plus technologique, avec des griffes et de grandes pattes rétractiles. Il se montre aussi beaucoup plus violent dans sa manière d'appréhender les criminels, il va même jusqu'à en tuer un, Massacre. Il attaque aussi violemment la Chatte noire, alors qu'ils étaient amis. Il envoie des spider-bots dans toute la ville pour être au courant de tout à n'importe quel moment, il se crée une milice privée qui séjourne dans un bunker sur une île, et il remet de l'ordre dans la vie privée de Peter. Il tombe amoureux d'une scientifique, et décide de vivre avec elle.
Mais, terré au fond de l'esprit d'Otto, se cache une parcelle de celui de Peter. Otto finit par s'en rendre compte et réussit à effacer toute trace de son ancien ennemi, du moins en apparence. Si le Spider-Man supérieur gagne l'estime de J.Jonah Jameson, il perd celui des citoyens et des Vengeurs, qui tenteront de l'arrêter. Pendant ce temps, le Bouffon Vert, terré dans l'ombre, prépare son retour. Après quelques aventures temporelles (où le Spider-Man 2099 a échoué dans notre époque), Otto se retrouve confronté au Bouffon Vert. Ne parvenant à le vaincre, il laisse la place à Peter qui reprend possession de son corps.

### Spider-Verse
En reprenant le contrôle de son corps, Peter doit reprendre les rênes de sa vie. Il doit regagner la confiance des Vengeurs, des citoyens, et comprendre pourquoi il vit désormais avec une scientifique. Lors des événements d'Original Sin où chacun voit de lourds secrets révélés, Peter découvre qu'Ezekiel, qui l'avait aidé à vaincre Morlun, a caché une jeune femme qui a été piquée par la même araignée que Peter. Spider-Man la retrouve dans un bunker destiné à la cacher de Morlun. Il y trouve la jeune femme du nom de Cindy Moon, qui devient Silk. Furieuse qu'il l'ait libérée, elle s'en prend à Peter. Mais leurs sens d'araignée leur fait se rapprocher, et ils s'embrassent.
Pendant ce temps, la Chatte noire planifie sa vengeance vis-à-vis de Spider-Man, qui l'a humiliée. Aidée d'Electro, elle se prépare à attaquer. Peter et Cindy se rendent compte que lorsqu'ils sont proches, leur instinct animal prend le dessus et les oblige à faire l'amour. Alors qu'il est à une interview, le studio est attaqué par la Chatte noire et Electro. S'éclipsant discrètement, Peter revient en Spider-Man, avec Silk. Rapidement vaincus, Peter s'apprête à être démasqué en direct. Pendant ce temps, Morlun traque toutes les versions de Spider-Man dans les différents univers. Le Spider-Man Supérieur, qui s'est perdu lors de l'aventure temporelle qui a ramené Spider-Man 2099 à notre époque, décide de rassembler une armée de Spider-Men pour contrer Morlun et sa famille : les Héritiers, qui cherchent à absorber l'énergie vitale de tous les Spider-Man de chaque univers. Cependant, et contrairement aux autres Spider-Men/Women, Peter est au courant du fait que le Spider-Man Supérieur est Octavius, ce qui crée un conflit entre les deux hommes et aboutit à deux factions. Cachés sur un univers protégé par un Spider-Man Cosmique, la guerre contre les Héritiers voit beaucoup de Spider-Men mourir. Un des Héritiers, Karn, changera cependant de camp et aidera les Spider à vaincre sa famille. Octavius essaiera d'en profiter cependant en tuant Karn pour obtenir un pouvoir dimensionnel, mais il sera stoppé par Peter. Les Spider restants retourneront alors dans leurs univers respectifs.
À la suite de cela se produira cependant la fin de l'univers Marvel, où Spider-Man mourra avec presque toute la Terre, pour laisser place à l'événement Secret Wars, où de nombreux univers cohabiteront sur une seule planète, entraînant ainsi plusieurs versions différentes de Spider-Man.

### All New, All Different
Après la fin des Secret Wars, le multivers est restauré, ainsi que Spider-Man. L'histoire reprend plusieurs mois après la fin des événements précédents et marque un changement par rapport à la vie de Peter, qui est maintenant un PDG à succès.
Il affiche ouvertement son lien avec Spider-Man, se présentant comme son fournisseur, sans avouer cependant qu'ils sont une et même personne, engageant alors une doublure pour jouer Spider-Man quand il est occupé (tout ça pouvant faire penser au style de vie de Iron Man plusieurs années auparavant).
Dans cet univers, un autre Spider-Man est également présent : le jeune Miles Morales (originellement de l'univers Ultimate).

### Marvel Legacy
Durant l'événement Secret Empire (en), le Docteur Octopus s'allie à l'HYDRA et tente de prendre le contrôle de la société Parker Industries (en). Pour l'en empêcher, Peter Parker ordonne à tous ses employer de détruire leur travail, afin d'empêcher Otto de s'en emparer.
Perdant ainsi son entreprise, Peter Parker retrouve son statu quo mais aussi un emploi au Daily Bugle et se voit confier la rubrique scientifique du quotidien. Cependant, sa vie paisible est troublée par le retour de Norman Osborn qui, grâce au Symbiote Carnage dont il a réussi à s'emparer, revient en tant que Bouffon rouge.
Blessant de nombreux alliés et proches de Peter, le Bouffon rouge contamine son petit fils, Normie Osborn (en), avec le Symbiote meurtrier et parvient à tuer Flash Thompson, alias l'agent Anti-Venom, avant d'être vaincu par Parker qui pousse Norman à se séparer du Symbiote en lui disant que, même s'il parvient à le vaincre, Carnage sera celui qui aura tué Spider-Man et non Norman Osborn. Une fois vaincu, Osborn est envoyé à l'asile de Ravencroft.

## Famille
- Richard Parker (père, décédé) (Annual Spider-Man #5)
- Mary Fitzpatrick Parker (mère, décédée) (Annual Spider-Man #5)
- William Fitzpatrick (grand-père maternel, décédé)
- Benjamen « Ben » Parker (oncle / père adoptif, décédé) (Amazing Fantasy #15)
- May Reilly Parker (tante / mère adoptive) (Amazing Fantasy #15)
- Teresa Parker (possible sœur)
- Jay Jameson (oncle par alliance)
- J. Jonah Jameson (cousin par alliance)
- John Jameson (l'Homme-loup, cousin au second degré par alliance)
- Mary Jane Watson-Parker (autrefois épouse mais plus personne ne s'en souvient, aujourd'hui ex-fiancée)
- Philip Watson (autrefois beau-père)
- Madeline Watson (autrefois belle-mère, décédée)
- Gayle Watson Byrnes (autrefois belle-sœur)
- May Parker (Spider-Girl, présumée morte)
- Benjamin « Ben » Reilly (Scarlet Spider, clone / « frère » / « cousin », décédé)
- Kaine (Scarlet-Spider, clone)
- Spidercide (clone, décédé)
- le Gardien (clone, décédé), Jack (clone, décédé) et d'autres clones (décédés)

## Personnage

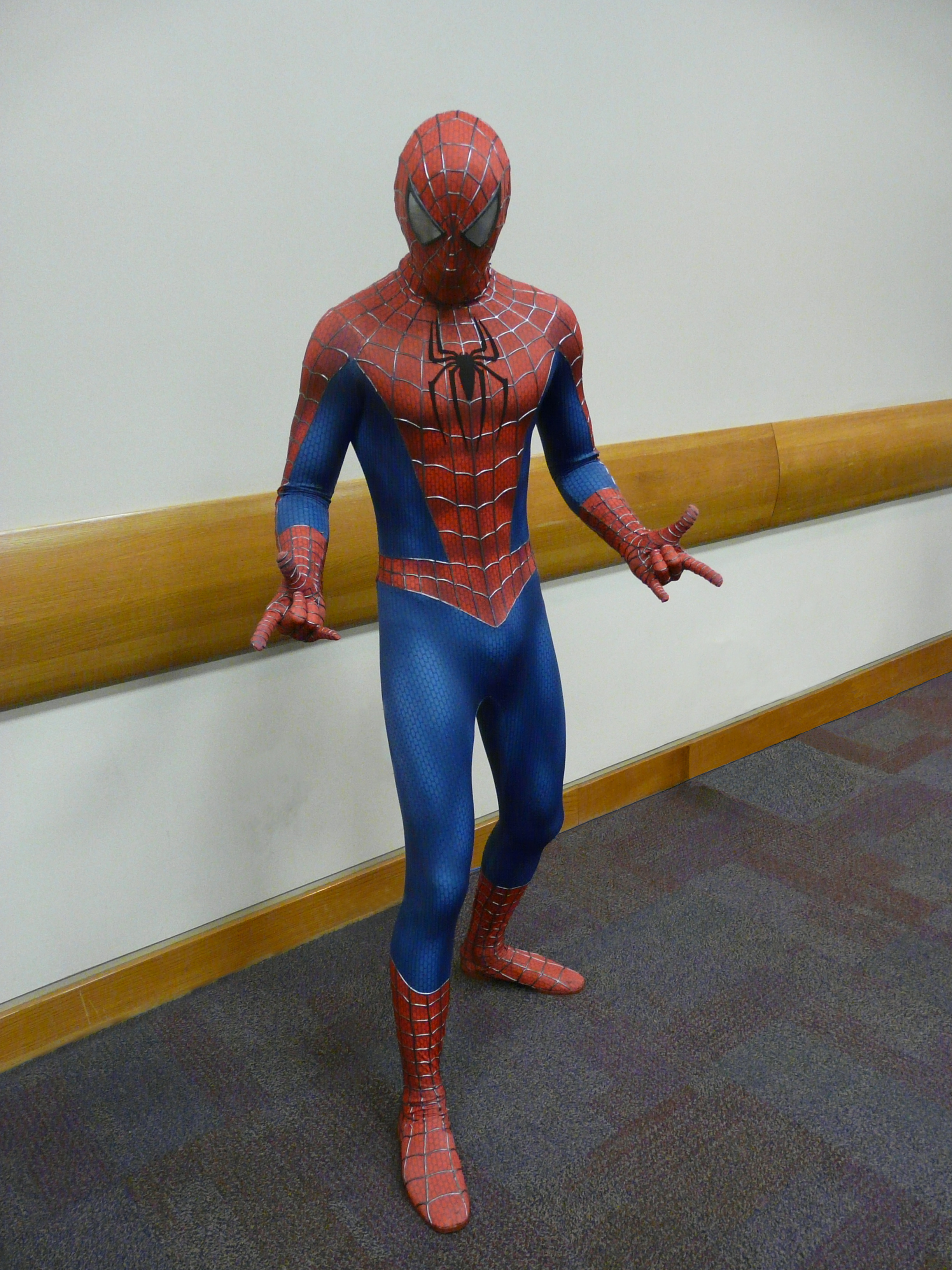
Cosplay de Spider-Man.

### Personnalité
Peter Parker, sous son identité de Spider-Man, est un adepte du monologue : il se parle à lui-même pendant ses sorties en ville et fait preuve d'un humour très particulier. En effet, il lance souvent des plaisanteries ou des vannes, parfois au beau milieu d'un combat, et très souvent pour se moquer de ses ennemis. Ces plaisanteries l'aident à dédramatiser certaines situations et à dompter le stress. Elles ont aussi le don d'exaspérer les super-vilains, la plupart se prenant bien trop au sérieux pour supporter ce dédain de la part du Tisseur, mais elles agacent également ses propres alliés (surtout Daredevil), qui ne manquent pas de le lui faire savoir. Il lui arrive cependant d'être sérieux, voire de se montrer grave ou menaçant.
Il possède aussi un côté obscur et vindicatif. Lorsqu'il se voit dépassé par les évènements, ses réactions peuvent être d'une violence extrême, au point de choquer d'autres héros et d'horrifier ses ennemis. Si ce côté obscur et vindicatif est combiné avec le Symbiote, il peut devenir un des héros les plus puissants du monde de Marvel mais aussi l'un des plus dangereux.
Peter a cependant un code moral très strict, guidé par le fameux adage de son oncle Ben : « Un grand pouvoir implique de grandes responsabilités », qui l'empêche de franchir la ligne rouge et lui impose parfois sa conduite. Ce sens des responsabilités est aussi à double tranchant, car Parker se sent profondément coupable de tous les malheurs qui pourraient arriver à ses proches ou aux autres.

### Pouvoirs, capacités et équipement
Peter Parker obtient ses pouvoirs de Spider-Man après avoir été mordu par une araignée radioactive, ce qui déclenche chez lui des mutations qui lui confèrent des super-pouvoirs.
Dans les histoires originales de Stan Lee et Steve Ditko, Spider-Man possède une force surhumaine, un équilibre parfait ainsi qu'une vitesse et une agilité surhumaines. Par ailleurs, il dispose d'un sixième sens (nommé par Parker « sens d'araignée ») qui l'alerte de tout danger et la capacité de s'accrocher aux murs. En complément de ses pouvoirs, le personnage est initialement conçu par Lee et Ditko comme intellectuellement doué, mais les auteurs postérieurs à ses créateurs ont souvent représenté le personnage comme un génie intellectuel.
Académiquement brillant, Peter Parker possède une expertise dans le domaine des sciences appliquées en chimie, physique, biologie, ingénierie, mathématiques et mécanique. Avec ses talents, il conçoit lui-même ses costumes de Spider-Man lui permettant de dissimuler son identité, et a fabriqué de nombreux dispositifs qui complètent ses pouvoirs, notamment son lance-toile mécanique.

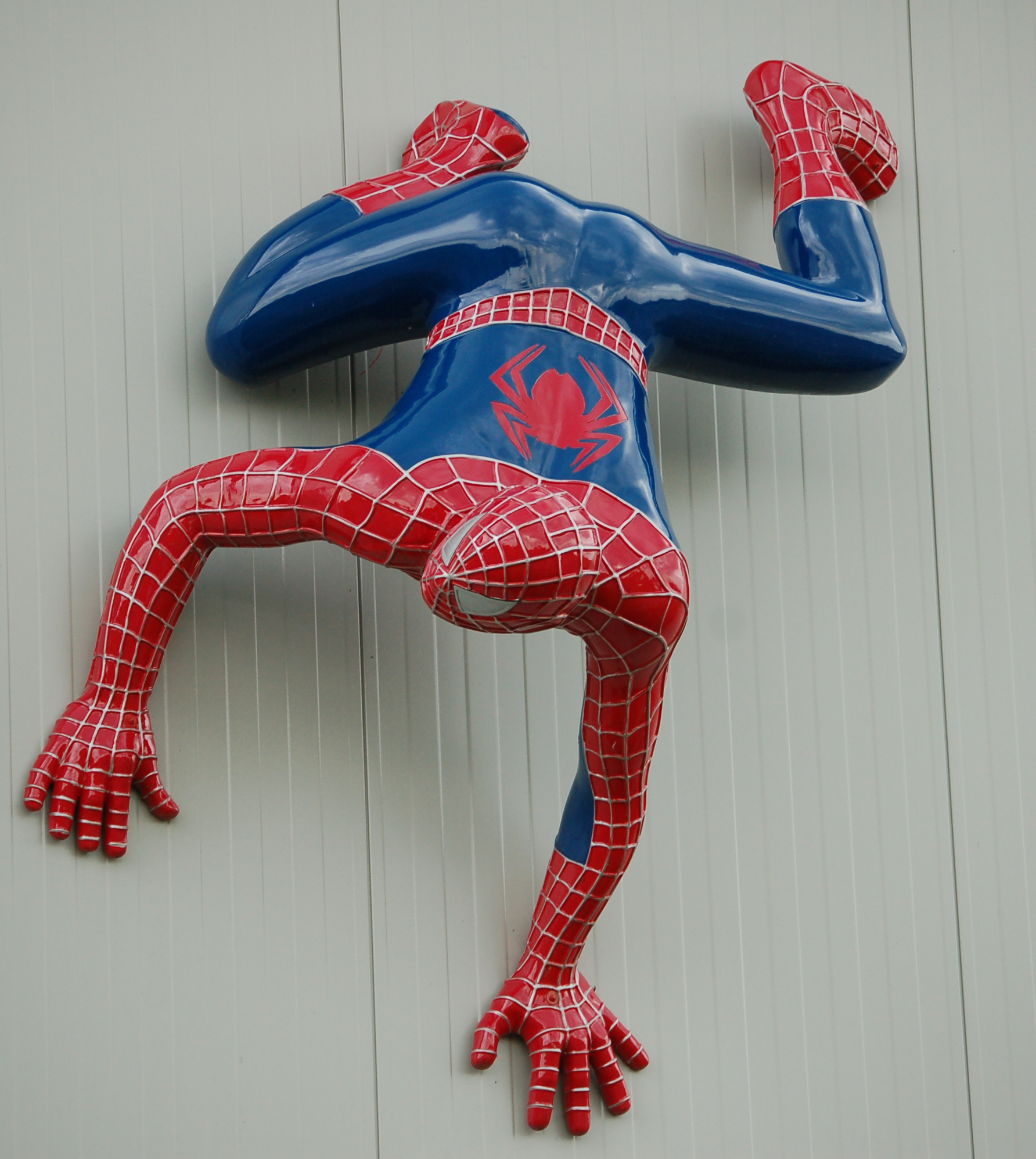
Sculpture réprésentant Spider-Man accroché verticalement à un mur.

- À ses débuts, Spider-Man est capable de s'accrocher à n'importe quelle surface par les mains ou les pieds. Plus tard, il étend cette capacité au reste de son corps. Cela lui permet d'escalader les murs, plafonds et les autres parois sans aucun effort, à la façon d'une araignée. Parker est conscient de ce pouvoir et le maîtrise avec une grande facilité, pouvant l'activer et le désactiver à volonté.

Plusieurs hypothèses ont été développées pour expliquer ce pouvoir : parfois décrit comme une capacité à altérer son attraction terrestre, il a plus tard été expliqué, dans les films centrés sur le personnage, par la présence de poils-crochets microscopiques sur les mains, permettant à Spider-Man de s'accrocher sur les murs à la manière d'un gecko ; cette hypothèse a cependant été réfutée dans les comics par le fait que n'importe quelle partie du corps de Spider-Man puisse adhérer, et ce même au travers de son costume ou sur des surfaces glissantes ou mouillées.
- Son agilité, ses réflexes et son sens de l'équilibre sont similaires à ceux d'une araignée : Spider-Man peut faire des bonds à des distances démesurées sans subir de dégâts à l'atterrissage, courir sur les toits des maisons sans aucun risque de tomber ou encore se tenir en position accroupie, la tête en bas, pendant de longues durées et sans que cela ne lui soit inconfortable. Ceci est expliqué dans les comics par une « conscience de son environnement » qui permet à Parker d'obtenir une position d'équilibre parfaite, peu importe les conditions dans lesquelles il se trouve.
- L'intégralité de ses capacités, qu'il s'agisse de sa force, son endurance, sa résistance, ses réflexes ou ses capacités de régénération, sont supérieures à celles d'un être humain ordinaire, techniquement égales à celle d'une araignée qui aurait sa taille. Le niveau exact de sa super-force varie selon les versions : dans les comics, Spider-Man est capable de soulever jusqu'à 10 tonnes, voire 20 tonnes selon les périodes ; il a été vu assommer un tyrannosaure d'un seul coup de poing, supporter des coups impressionnants infligés par ses adversaires, guérir de fractures en quelques heures ou même devenir complètement aveugle avant d'en guérir au bout d'une heure.
- Spider-Man possède également un « sens d'araignée », une sorte de don de précognition l'avertissant de tout danger proche de lui. La maîtrise de ce don varie selon les versions mais, traditionnellement, son « sens d'araignée » l'avertit au moins lorsqu'un danger est proche, lui donnant une longueur d'avance pour réagir ou esquiver. Dans certains cas, cela lui permet d'anticiper presque les coups, renforçant son style de combat, ou bien il lui indique d'où vient le danger.

Dans certaines versions de Spider-Man, Parker a entraîné son « sens d'araignée », ce qui lui permet de quasiment lire l'avenir ; le personnage de Wolverine notera à ce sujet que Parker « sait » des choses. Cependant, ce sens ne s'arrête pas là, Parker pouvant notamment repérer des fréquences radio précises, ce dont il se sert pour suivre les traceurs qu'il pose sur ses ennemis, mais qui peut être utilisé contre lui, notamment par Iron Man qui a réussi à décrypter son fonctionnement. Ce sens le relie à Silk d'une manière inconnue, chacun ayant alors comme un lien mental avec l'autre, lui indiquant sa position respective.
Peter Parker a inventé et fabriqué de nombreux dispositifs, notamment son « lance-toile » (« web-shooter » en VO), un appareil fixé sur ses poignets qui lui permet, lorsqu'il presse un bouton déclencheur sur ses paumes, de créer et de projeter à partir de ses poignets une toile d'araignée extrêmement solide et collante, qui se dissout au bout d'une heure.

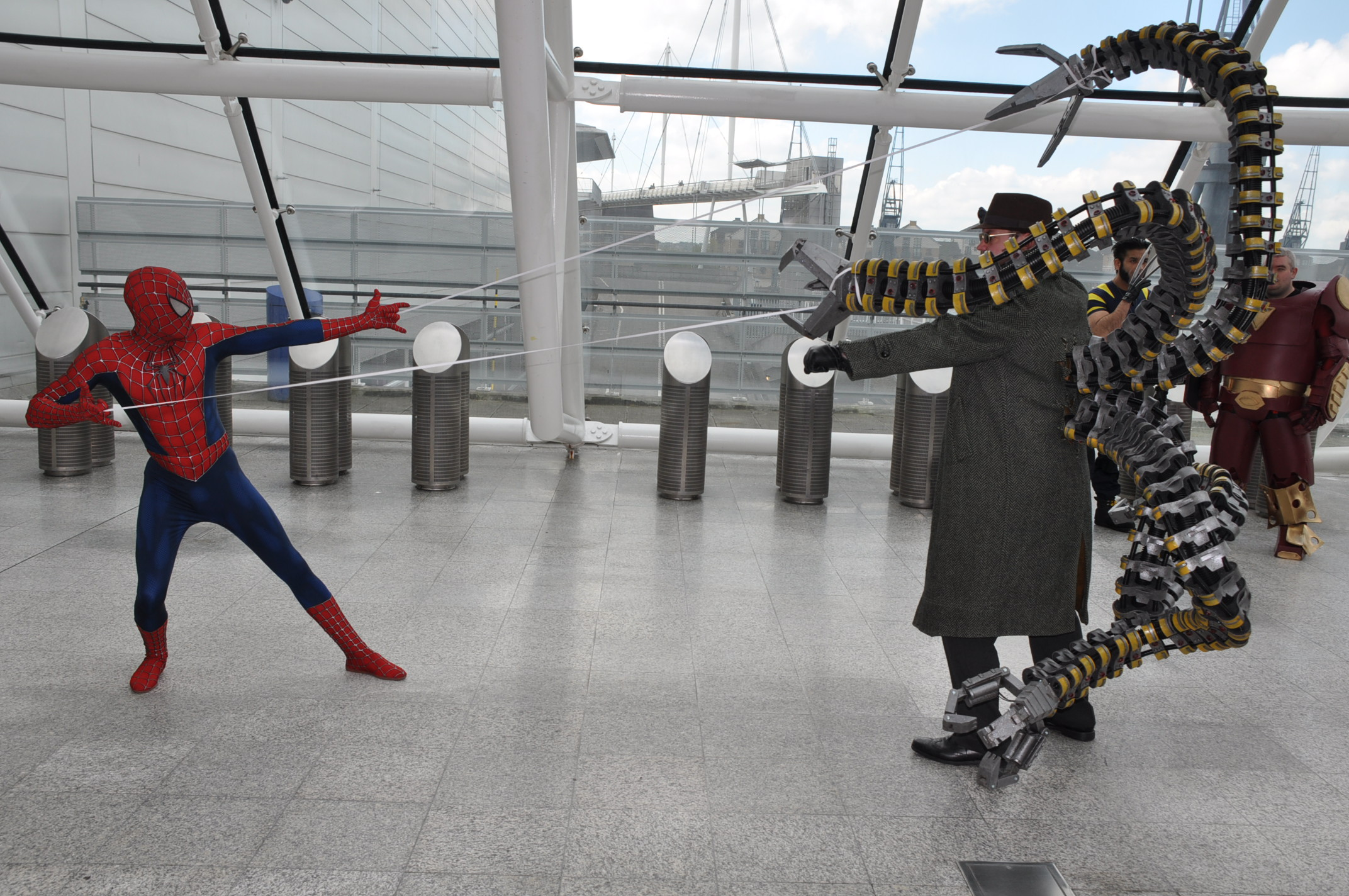
Cosplay de Spider-Man face au Docteur Octopus, l'immobilisant avec sa toile.

Spider-Man utilise cette toile comme une arme pour immobiliser ses ennemis, à la manière d'un filet ou de cordes. Il utilise également sa toile pour se déplacer entre les building de New York (en s'accrochant aux façades), ériger des structures sur lesquelles il peut se maintenir, des parachutes, voire des fils sur lesquels il se balance. Le seul défaut de cet équipement est que Parker doit régulièrement recharger sa réserve de toile, dont il fabrique lui-même les composants (notamment le liquide qui crée la toile).
Plusieurs variantes de cette toile furent fabriquées, comme des toiles électriques ou encore des toiles givrantes. Ses « lances-toiles » peuvent aussi tirer des traceurs, des dispositifs électroniques miniatures, que Spider-Man lance sur ses ennemis afin de les suivre discrètement grâce à son sens d'araignée.
Cette capacité mécanique à projeter de la toile a été remplacée à plusieurs reprises par le pouvoir — acquis de plusieurs façons (d'abord avec le symbiote, puis avec la mutation lors de la saga Spider-Man : L'Autre (en)) — de générer une toile organique naturellement par Spider-Man. Dans les films de Sam Raimi Parker peut, dès le début, générer de la toile organique.
Dans la saga L'Autre, Spider-Man avait acquis une capacité de vision nocturne, une amélioration de l'ensemble de ses capacités et le pouvoir de faire jaillir deux dards injectant un venin paralysant de ses poignets. Toutefois, il maîtrisait mal ces dards. Il a, semble-t-il, perdu ces pouvoir par la suite.

### Costumes

#### Le costume rouge et bleu classique

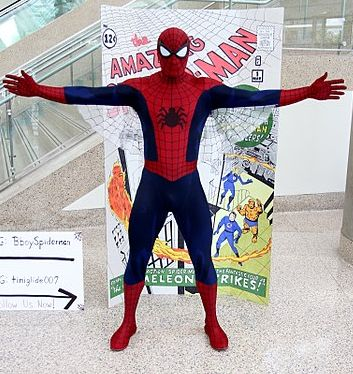
Cosplay représentant Spider-Man dans son costume classique rouge et bleu.

Le costume traditionnel de Spider-Man est un vêtement fait dans un tissu rouge et bleu, avec un motif de toile noire et une araignée de même couleur sur la poitrine. C'est le costume principal de Peter Parker, qu'il a lui-même fabriqué.
À ce costume classique s'ajoute une série de gadgets sophistiqués : des lances-toiles cachés sous les gants au niveau des poignets, une ceinture comprenant un signal projetant le logo de l'araignée, des cartouches de toile de rechange, des traceurs magnétiques pour suivre ses ennemis et l'appareil photo miniature qui permet à Peter Parker de vendre ses photographies au Daily Bugle.
Dans les films de Sam Raimi, le jet de toile du costume de Spider-Man est généré par Spider-Man lui-même, grâce à une mutation de ses poignets lors de sa piqûre d'araignée initiale. Cette modification de ses pouvoirs est adoptée tout d'abord dans la série Spectacular Spider-Man (2004) mais les scénaristes des autres séries n'ont pas relayé ce changement, si bien que ce pouvoir refait irruption à l'issue de la saga Spider-Man : L'Autre (Spider-Man: The Other (en), 2005-2006) et apparaît dans toutes les séries régulières de Spider-Man à partir de 2005.

#### Le costume noir (Symbiote)

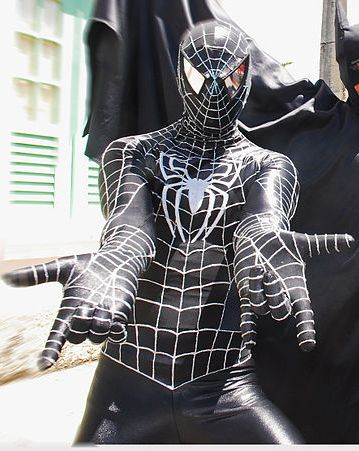
Cosplay du costume noir de Spider-Man.

Dans Secret Wars, l'Araignée porte un costume noir trouvé sur le Battleworld, pour remplacer le sien qui était hors d'état. Ce costume noir se révèlera être un Symbiote, une créature parasitaire qui recouvre le corps de ses hôtes et se nourrit de leur adrénaline. Le costume permet à Spider-Man de tirer de la toile de manière illimitée (sans cartouches) et, par simple pensée, il peut enlever une partie de celui-ci ou l'intégralité. Ce costume accroît aussi sa rapidité et sa capacité de saut. Parker s'en séparera avec l'aide de Mr Fantastique, après que le Symbiote ait été neutralisé par une rafale sonique puis emprisonné dans une cage en verre.
Le second costume noir : après la disparition du premier, c'est la Chatte noire qui offre un costume de même couleur que le Symbiote à Peter. À la suite de l'agression de son épouse Mary Jane par Venom, Peter le fit brûler. Cependant, le costume noir réapparut après l'événement Civil War quand Peter fut pendant un temps hors-la-loi.

#### Spider-Armor MK I
Armure blindée. Afin de combattre les Nouveaux Exécuteurs, un groupe de malfrats surarmés, Peter élabore une version en métal blindé de son costume rouge et bleu. Celui-ci est réalisée dans un alliage pseudo-métallique. L'armure réduisant son agilité, Spidey s'en débarrassa ensuite pour plus de liberté de mouvement.

#### Le costumeScarlet Spiderde Ben Reilly
Un costume rouge et bleu légèrement différent qui est en fait celui du clone de Peter, Ben Reilly dans la Saga du Clone (Web of Spider-Man #118). Le costume est tout rouge écarlate (Scarlet signifie écarlate en anglais), un gilet bleu avec les manches déchirées et une capuche, des lance-toiles sur les avant-bras (visibles), une ceinture avec des recharges de toile et des petits sacs au niveau des talons.

#### Le rouge et bleu version Ben Reilly
Quand il reprend le rôle de Spider-Man, Ben décide de revisiter son costume. Dans la même matière que le costume originel, celui-ci se distingue par une grosse araignée située au centre du torse, une alternance du rouge/bleu au niveau des doigts, le bas du costume tout bleu avec juste la moitié des mollets en rouge. Sur les avant-bras se situent les lances toiles (visibles) qui peuvent projeter soit de la toile classique soit de la toile impact (uniquement utilisée par Ben). C'est ce costume qui sera utilisée par Spider-Girl dans l'univers MC2.

#### Le costume isolant
Grâce à ce costume en caoutchouc, Spider-Man possède une protection contre Electro et ses dangereuses décharges. (Amazing Spider-Man #425)

#### Iron-Spidey
À la suite de la mort apparente de Peter dans la saga L'Autre, ses proches se débarrassent de toute trace de son identité secrète. Lorsqu'il fait son retour, il n'a donc plus de Spider-costume et Tony Stark alias Iron Man lui en conçoit alors un nouveau à titre temporaire. Stark étant le créateur du costume, il décide de lui donner ses couleurs. Il est mentionné dans Civil War que ce costume est pare-balles, et rend Spider-Man invisible. Les lentilles du masque sont dorées (The Amazing Spider-Man #529).

#### Le costume furtif
Pour infiltrer le repaire du Caïd afin de récupérer un objet volé, Spider-Man crée un nouveau costume, grâce aux matériaux et technologies disponibles aux Laboratoires Horizon, où il travaille sous son identité de Peter Parker. Ce costume a le pouvoir de réfléchir la lumière, ce qui le rend invisible. Il le protège également des pouvoirs du nouveau Super-Bouffon. À cette occasion, il ajoute divers gadgets à son costume, dont une lampe à ultraviolets, et des lanceurs de toile à commande vocale. (Publication en français : Spider-Man no 143, décembre 2011).

#### Le costume de la Fondation du Futur
Après la mort présumée de la Torche humaine, Peter Parker rejoint les Quatre Fantastiques, temporairement renommés La Fondation du Futur. Dans cette équipe, Spider-Man arbore les couleurs noires et blanches ainsi que le logo de la Fondation (à la place du logo de l'araignée). Ce costume a la particularité de pouvoir inverser ses couleurs (passant du noir sur fond blanc au blanc sur fond noir) à volonté.

#### Le costume de Miles Morales
Après la mort de Peter Parker dans Ultimate Spider-Man, le jeune Miles Morales reprend le flambeau de son prédécesseur. Les membres des Vengeurs lui offrent un nouveau costume noir avec un "V" rouge sur le torse, faisant transition avec le motif de toile rouge sur le haut du torse et la tête. Un symbole d'araignée rouge orne la poitrine, et les doigts sont rouges au motif de toile noire.

#### Le costumeScarlet Spiderde Kaine Parker
Lorsque Kaine, un clone raté de Peter Parker, devient le nouveau Scarlet Spider dans sa propre série (Scarlet Spider #01), il porte une nouvelle version du Costume Furtif: rouge écarlate avec le haut du torse, les épaules, la tête et les doigts en noir, un motif d'araignée noir sur le torse, et les yeux rouges. Les lances-toiles sont cette fois-ci cachés (contrairement au premier Scarlet Spider). Ce costume possède, de plus, la capacité de s'auto-réparer par la seule force de la pensée.

#### Spider-Armor MK IV
Grâce aux ressources de Parker Industries (en), Peter Parker conçoit un costume en nanoparticules qu'il peut mettre en quelques instants. Ce nouveau costume lui offre une forte résistance aux dommages, une multitude de modules pour ses lances-toiles, des lentilles multi-usages (scan, zoom, vision thermique, vision nocturne, etc.) et un look légèrement différent.

## Entourage

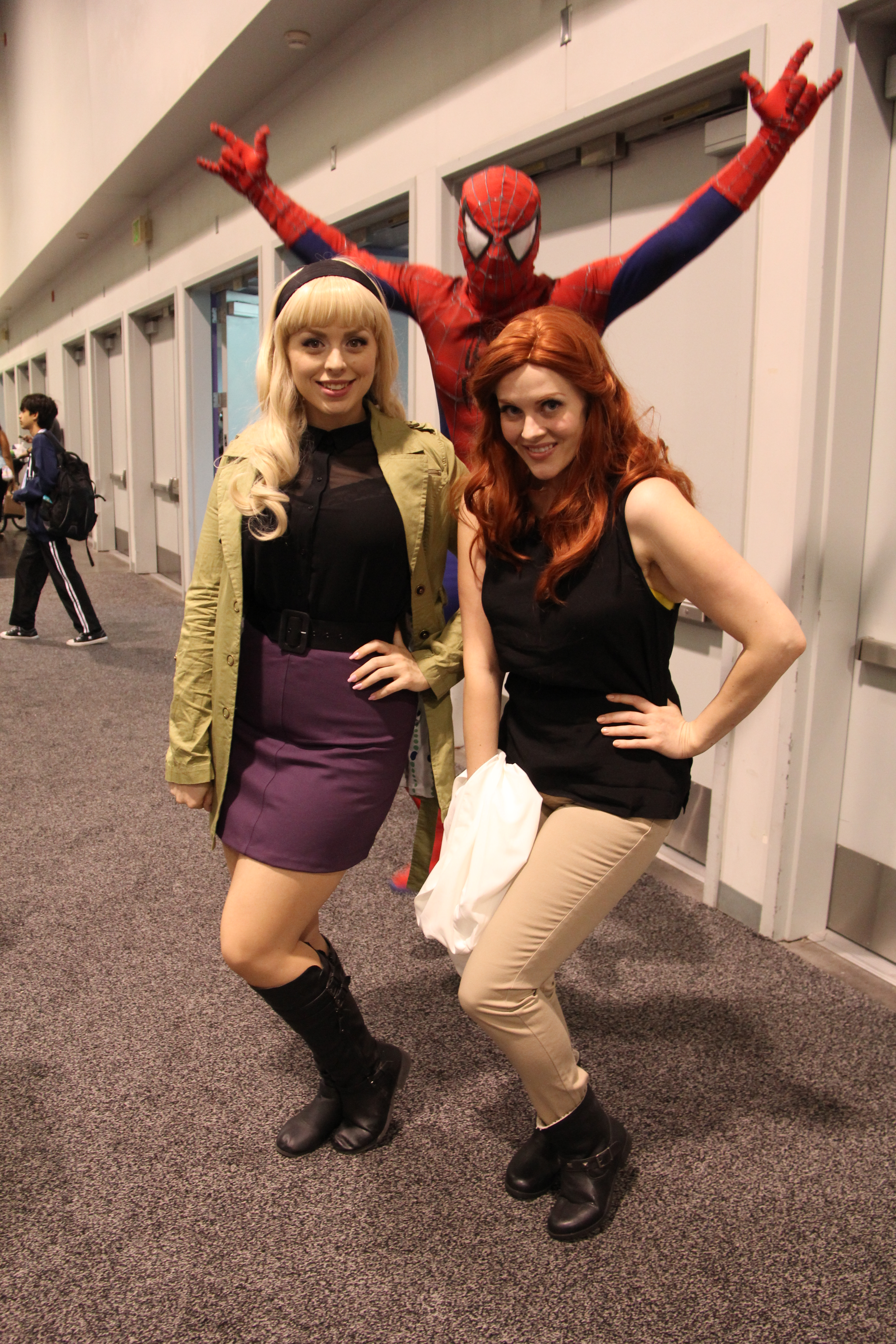
Cosplay de Spider-Man, Gwen Stacy (à gauche) et Mary Jane Watson (à droite).

### Amis et fréquentations dans sa vie civile
- Mary Jane Watson : l'ex-femme et petite amie de Peter Parker (Amazing Spider-Man #42).
- May Parker : la fille de Peter Parker dans une dimension parallèle (celle où Peter et Mary Jane sont toujours mariés) ; surnommée « Mayday » d’après la tante de Peter, May Parker.
- Harry Osborn : un ami de fac de Peter, le deuxième Bouffon vert, décédé puis ressuscité.
- J. Jonah Jameson : l'ancien directeur du quotidien le Daily Bugle, désormais maire de New York (Amazing Spider-Man #1).
- Liz Allen : une amie de lycée de Peter, épouse de Harry Osborn (Amazing Fantasy #15).
- Betty Brant : la première petite amie de Peter, secrétaire de J. Jonah Jameson, veuve de Ned Leeds.
- Gwen Stacy : une petite amie de Peter, décédée.
- Joe « Robbie » Robertson : le rédacteur en chef du Daily Bugle (Amazing Spider-Man #51).
- Ned Leeds : un journaliste au Daily Bugle, époux de Betty Brant, décédé.
- Norman Osborn : le père de Harry Osborn, le premier Bouffon vert, décédé puis ressuscité.
- George Stacy : le père de Gwen Stacy, commissaire de police, décédé.
- Eugène « Flash » Thompson : l'adversaire de lycée puis l'ami de fac de Peter Parker (Amazing Fantasy #15).
- Ben Reilly : un clone de Peter, décédé puis ressuscité (en 2016).
- Détective Terri Lee : une inspectrice du New York City Police Department (NYPD).
- Miles Morales : le Spider-Man d'un univers alternatif, arrivé sur la Terre-616 après les événements de Secret Wars.

### Alliés
- Captain America
- Iron Man
- Captain Marvel (Mar-Vell)
- La Chatte noire
- La Cape et l’Épée
- Le Lézard
- Daredevil
- Deadpool
- Deathlok
- Silver Sable
- Le Faucon
- Firestar
- Nick Fury
- Ghost Rider (Johnny Blaze)
- Ghost Rider (Dan Ketch)
- Madame Web
- Les Nouveaux Vengeurs :
Spider-Woman (Jessica Drew), Ronin (Clint Barton), Luke Cage, Echo et le Docteur Strange
- Les Quatre Fantastiques :
Mr Fantastique, la Femme invisible, la Torche Humaine et la Chose
- Ben Reilly
- Red Sonja
- Toxin
- plusieurs membres actuels ou anciens des X-Men, principalement Iceberg, le Fauve, Wolverine et X-Man (Nate Grey)

Spider-Man a également croisé la route de héros venus d’autres maisons d’édition, lors de crossover occasionnels :
- Superman :
dans Superman Vs. Spider-Man: The Battle of the Century (en) (1976), Marvel Treasury Edition (en) #28 (1981) et dans la mini-série All-Access (1987)
- Gen13 (1996)
- Ultraforce (en) (1996)
- Batman dans Spider-Man - Batman : Esprits dérangés (1995) et dans Batman & Spider-Man (1997)
- Badrock (1997)
- Invincible (en 2006), dans le cadre de la série Marvel Team-Up, habituellement réservée aux héros de l'univers Marvel
- Godzilla avec les Nouveaux Vengeurs
- les Transformers

#### Relation avec les autres héros

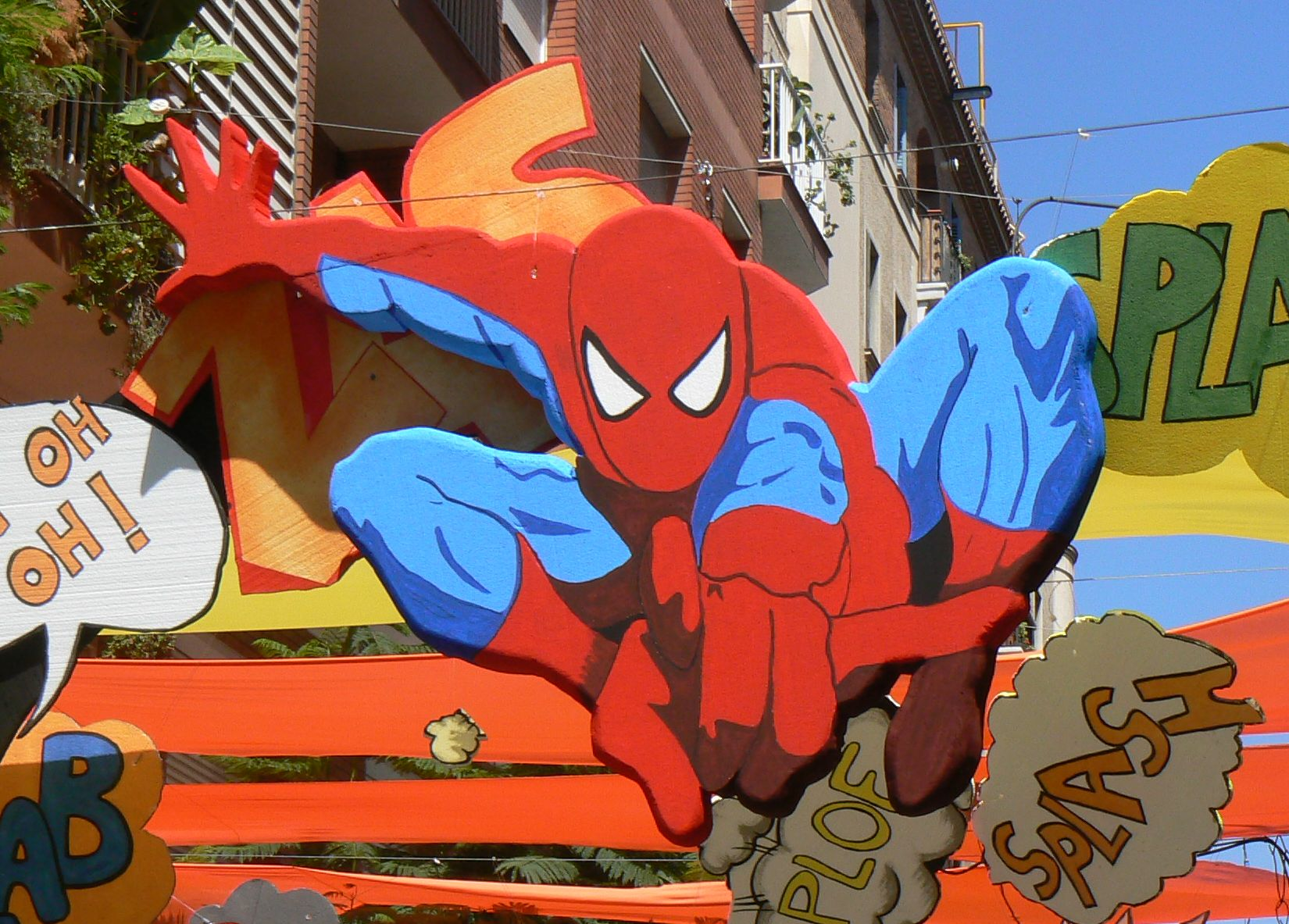
Représentation de Spider-Man dans une rue de Barcelone (2010).

Bien que plusieurs héros, comme Daredevil et Wolverine, trouvent son sens de l'humour énervant, Spider-Man a gagné le respect de plusieurs d'entre eux grâce à son engagement à faire le bien et son refus de renoncer. La Panthère noire a même une fois permis à Spider-Man de manger le fruit de la famille royale de Wakanda, en le décrivant comme un guerrier avec le cœur d'un roi. De même, Captain America fut impressionné par ses capacités lorsqu'ils se sont battus côte à côte et comme d'autres héros, Spider-Man fut profondément affecté par la mort de Steve Rogers. Pendant la tentative d'évasion de Dormammu d'une autre dimension où il avait été exilé, le Docteur Strange réussit à s'avertir de la fuite de Dormammu en envoyant Spider-Man dans le passé quelques instants avant qu'il ne s'échappe ; le Tisseur a par la suite réussi à convaincre les héros rassemblés d'attendre un moment avant d'intervenir pour donner du temps au Docteur Strange pour régler le problème. Bien que Spider-Man n'avait aucune preuve pour prouver la véracité de son histoire, les héros rassemblés, composés de Mr Fantastique, la Torche Humaine, Iron Man, Thor et Cyclope l'ont tous cru sur parole.
Ses amis les plus proches dans ses aventures incluent Daredevil et la Torche Humaine, bien que sa relation avec Daredevil soit plus sérieuse que celle avec la Torche Humaine avec qui il partage un même humour. Spider-Man a aussi développé des liens d'amitié avec des héros des rues de New York, qui incluent la Chatte noire, le Rôdeur, La Cape et l'Épée et Toxin. Il s'entend très bien avec pratiquement tous ses coéquipiers, notamment avec Wolverine. Bien que les deux hommes aient eu des différends, ils se respectent et s'entendent bien (Spider-Man est convaincu que Wolverine est un homme bien, ce que Wolverine apprécie, et Wolverine se soucie des problèmes de Spider-Man). Wolverine éprouva cependant une attirance envers Mary Jane lorsqu'elle habitait avec les Nouveaux Vengeurs, ce qui provoqua de graves tensions entre Spider-Man et lui.
Il reste assez proche des Quatre Fantastiques bien que leur première rencontre fût difficile. Il les affronta afin de leur démontrer qu’il méritait une place dans l'équipe, ayant besoin d'argent pour aider sa famille. Les Fantastiques ne pouvant le rémunérer, le Tisseur renonça à rentrer dans l'équipe. Lorsque les Quatre Fantastiques furent supposés morts, Spider-Man intégra une équipe de remplacement créée afin de venger la mort de ceux-ci, composée de lui-même, Wolverine, Hulk et Ghost Rider (Dan Ketch). Il était le chef non officiel de l'équipe.
Iron Man devint en quelque sorte un mentor pour Spider-Man, et il l’encouragea à déménager avec Mary Jane et May à la Tour Stark après la destruction de leur maison lors d’un combat. Iron Man fournit également à Spider-Man un ensemble d’armures qui améliorent ses pouvoirs. Lors de Civil War, Spider-Man devint le bras droit d'Iron Man et rendit publique son identité secrète, afin de montrer son soutien à la loi. Perdant progressivement confiance en Stark à cause des choix moralement douteux des partisans de la loi en général et de Tony en particulier, mais aussi à cause de la mort de Goliath durant l’une des confrontations entre les deux groupes, Spider-Man finit par rejoindre la résistance. Par la suite, Iron Man et Spider-Man vont s'accuser mutuellement de trahison.
Deadpool et Spider-Man se sont rencontrés de nombreuses fois. Spider-Man n'apprécie pas beaucoup le mercenaire, tandis que Deadpool considère Spider-Man comme l'une de ses idoles. Les deux personnages ayant la particularité d'être sarcastiques, ils sont souvent amenés à faire des « duels de blagues ».
Après les événements de Spider-Man: One More Day, l'identité secrète de Spider-Man redevint un secret une nouvelle fois. Il reste néanmoins un membre actif des Nouveaux Vengeurs, à qui il a dernièrement révélé une nouvelle fois son secret, ainsi qu'aux Quatre Fantastiques, pour ainsi mieux coordonner les actions en équipe et établir une relation de confiance. Daredevil (qui a refusé de le savoir) et la Chatte noire ignorent actuellement l'identité de Spider-Man.

### Ennemis
Les ennemis les plus connus sont Alistair Smythe, Boomerang, Bouffon vert, Bouffon noir, Caïd, Cambrioleur, Caméléon, Carnage, Carrion, Chacal, Electro, Fléau, Docteur Fatalis, Gibbon, Hammerhead, Homme-Loup, Homme de métal, Homme-sable, Hybrid, Hydro-Man, Kraven le chasseur, Lézard, Méphisto, Mister Negative, Morbius, Morlun, Mystério, Docteur Octopus, Puma, Rhino, Scarabée, Scream, Scorpion, Shocker, Spectre, Shriek, Silvermane, Stegron, Super-Bouffon, Tombstone, Thanos, Vautour et Venom.
Les scénaristes et dessinateurs qui se sont succédé pendant plusieurs années sur les titres de Spider-Man ont réussi à lui établir un large éventail de super-vilains pour lui faire face. Comme Spider-Man, la plupart de ses adversaires ont subi un accident scientifique, et ont tendance à avoir des costumes ou des super-pouvoirs en relation avec les animaux.
Dès ses débuts, Spider-Man affronte des super-vilains, tels que le Caméléon (introduit dans The Amazing Spider-Man #1, en mars 1963), le Vautour (#2, en mai 1963), Docteur Octopus (#3, en juillet 1963), l'Homme-sable (#4, en septembre 1963), le Lézard (#6, en novembre 1963), Electro (#9, en février 1964), Mystério (#13, en juin 1964), le Bouffon vert (#14, en juillet 1964), Kraven le chasseur (#15, en août 1964), le Scorpion (#20, en janvier 1965), le Rhino (#41, en octobre 1966), le Shocker (#46, en mars 1967), et le chef de la pègre Wilson Fisk, également connu comme le Caïd.
La saga du Clone révèle le personnage de Miles Warren, qui se transforme en un super-vilain surnommé le Chacal. Après la mort de Norman Osborn, un nouveau vilain plus mystérieux appelé le Super-Bouffon est développé pour le remplacer dans le numéro 238, jusqu'à ce que Norman Osborn soit réutilisé. Après que Spider-Man s'est séparé du Symbiote, un nouvel antagoniste populaire est créé avec Eddie Brock qui devient Venom dans le numéro 298 (en mai 1988), qui a été un allié de Spider-Man contre une version beaucoup plus sombre de lui, appelée Carnage (dans le numéro 344).
À certains moments, plusieurs ennemis de Spider-Man ont formé des groupes complets de super-vilains pour mieux le combattre, tels que les Sinistres Six (composé notamment du Vautour, Électro, Kraven le chasseur, Mystério et l'Homme-sable) ou le Sinistre Syndicat (en) (composé notamment du Scarabée (Abner Jenkins), Hardshell (Leila Davis), Boomerang, Hydro-Man, le Rhino, le Shocker et Speed Demon).
Le Bouffon vert, le Docteur Octopus et Venom sont généralement décrits comme ses meilleurs et plus impitoyables adversaires,,.

## Versions alternatives et dérivées de Spider-Man

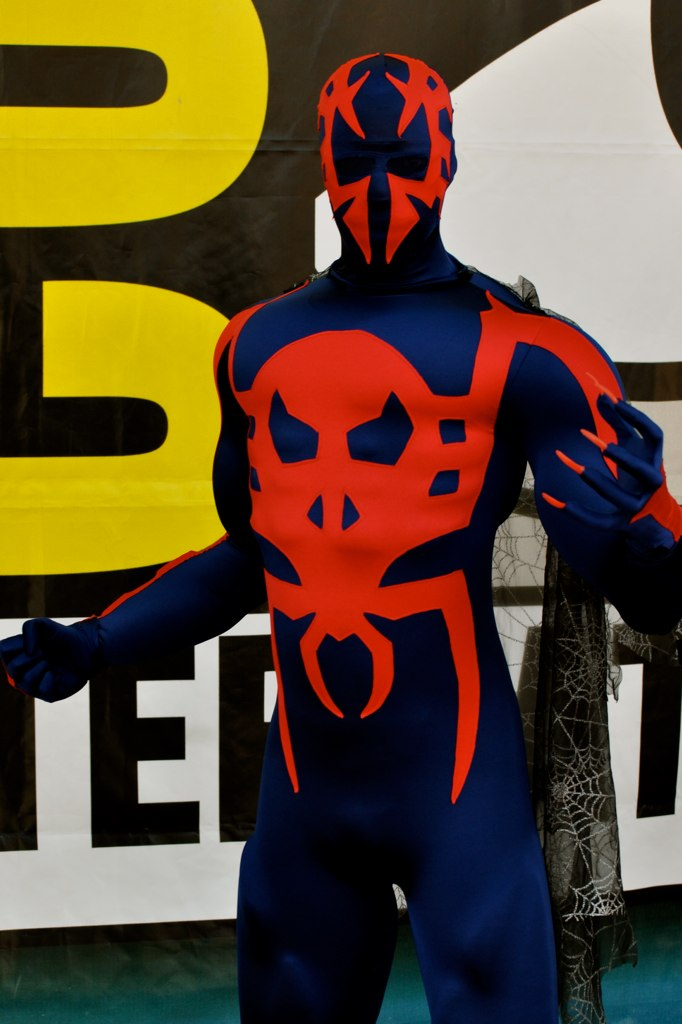
Cosplay de Spider-Man dans sa version 2099.

Le personnage originel de Spider-Man est celui qui évolue dans l’univers Marvel standard (appelé la Terre-616). Cependant, plusieurs versions différentes de Spider-Man existent dans des univers parallèles, permettant aux scénaristes de ces séries alternatives de concevoir des histoires inédites, non soumises aux contraintes de la continuité Marvel standard.
Par ailleurs, Marvel Comics a décliné le thème du super-héros arachnéen chez d’autres personnages.
On peut ainsi citer :
- Spider-Woman : quatre femmes ont porté cette identité[38]
  - Jessica Drew, actuellement membre des Nouveaux Vengeurs ;
  - Julia Carpenter, anciennement membre des Vengeurs de la Côte Ouest/Force Works et maintenant membre de la Division Oméga canadienne ;
  - Martha « Mattie » Franklin, que l’on a également vue dans la série Alias. C’est la seule des quatre Spider-Women à avoir un lien direct avec Spider-Man, car elle est apparue d’abord dans les séries de ce personnage ;
  - Charlotte Witter.
- Spider-Girl : personnage qui vit dans un univers alternatif, baptisé l'univers « MC2 » (pour Marvel Comics 2 (en)) dans lequel Peter Parker a arrêté sa carrière de super-héros à la suite d'un dernier combat contre le Bouffon vert. Quinze ans plus tard, sa fille May Parker reprend le costume que portait Ben Reilly. La série régulière (scénarisée par Tom DeFalco et dessinée par Pat Oliffe) s'arrête au numéro no 100, mais est relancée sous le titre The Amazing Spider-Girl.
- Spider-Man 2099 : ce héros, dont les aventures se déroulent dans le futur, a eu sa série régulière jusqu’à ce que l’univers Marvel 2099 soit arrêté. Il est ensuite réapparu dans la série Captain Marvel (vol. 3), permettant au scénariste Peter David de terminer des intrigues qu’il avait lancées ; le personnage s’est récemment joint à l'équipe des Exilés.
- Scarlet Spider : c’est l'identité prise par Ben Reilly (le clone de Peter Parker) lorsqu'il se retrouva seul face à une grave menace : Venom. Reilly a conservé cette identité quelque temps, jusqu'à ce qu'il croie être le vrai Peter Parker. Il prit alors l'identité de Spider-Man avant que la vérité ne soit révélée par le Bouffon vert : il était bien un clone de Parker. Dans l'univers de Spider-Girl, Scarlet Spider fait aussi son apparition : Felicia Hardy (la Chatte noire) s'en sert pour venir en aide à Spider-Girl.
- Araña : personnage créé dans la série Amazing Fantasy (publiée en France dans Spider-Man hors-série), Araña obtient rapidement sa propre série. Ses pouvoirs sont liés à la réinterprétation qu'a fait le scénariste Joseph Michael Straczynski des pouvoirs de Spider-Man. Elle fait partie d'une mystérieuse organisation fondée par Ezekiel, qui combat les « Guêpes ». La série est inédite en France.
- Spider-Man Noir (série Marvel Noir)[39] : cette version du personnage porte un costume noir de style rétro (de type années 1930, à l'image du genre des romans noirs) et utilise un pistolet. L'histoire se déroule dans l'univers de la Terre-7207.
- Ultimate Spider-Man : le personnage est un Peter Parker adolescent qui devient le premier Spider-Man de cet univers. Il a de nombreuses aventures avant de trouver la mort[40]. Miles Morales, un garçon d'origine latino-africaine, devient le second Spider-Man[41]. Il vit avec ses parents dans le quartier de Brooklyn à New York.
- Spider-Gwen (nommé « Ghost-Spider » dans son univers) : dans cet univers, le personnage de Gwen Stacy a été mordu par une araignée radioactive comme celle de Peter Parker. Gwen décide de devenir une super-héroïne à la suite de la mort de son Peter, transformé en lézard. Elle et Peter veillent l'un sur l'autre.

### Parodies
Spider-Man est un personnage qui fait partie de la culture américaine, aussi n'est-il pas étonnant qu'il ait été parodié de nombreuses fois dans des comics (par exemple dans Tales from Riverdale Digest #2 publié par Archie Comics).
Marvel Comics elle-même a produit des parodies du personnage, publiées dans la série Not Brand Echh (le personnage de Peter Parker devenant « Peter Porker », et Spider-Man devenant un héros porcin, le « Spectaculaire Spider-Ham »).
- Spider-Ham : alors qu'une gentille araignée fait sa vie dans le grenier de May Porker (une parodie porcine de May Parker), cette dernière, faisait une expérience scientifique, mord soudainement l'araignée qui passait devant elle, la transformant en un cochon doté de pouvoirs d'araignée. Le personnage de « Spider-Ham », une parodie porcine de Spider-Man, est un individu loufoque pour qui rien n'est impossible. Il a été parodié lui-aussi dans la série Les Simpson, avec le personnage du Spider-Cochon.

## Publications
Les aventures de Spider-Man ont été racontées dans de nombreuses séries régulières, parmi lesquelles :
- The Amazing Spider-Man (vol. 1) #1-441 (mars 1963 - novembre 1998), remplacée par :
  - The Amazing Spider-Man (vol. 2) #1-58 (janvier 1999 - novembre 2003), puis
  - The Amazing Spider-Man (vol. 1) #500-700 (décembre 2003 - décembre 2012), puis
  - The Superior Spider-Man #1-31 (janvier 2013 - mars 2014), puis
  - The Amazing Spider-Man (vol. 3) (depuis avril 2014)

- Marvel Team-Up (vol. 1) #1-150 (mars 1972 - février 1985), remplacée par :
  - Web of Spider-Man (vol. 1) #1-129 (avril 1985 - octobre 1995), puis
  - The Sensational Spider-Man (vol. 1) #0-33 (janvier 1996 - novembre 1998), puis
  - Spider-Man : Chapter One #1-12 (décembre 1998 - octobre 1999) — réactualisation des premières aventures du héros par John Byrne.

- The Spectacular Spider-Man (vol. 1) #1-263 (décembre 1976 - novembre 1998), remplacée par :
  - Webspinners: Tales of Spider-Man #1-18 (janvier 1999 - juin 2000), remplacée par une succession de diverses mini-séries.

- Spider-Man #1-74 (août 1990 - novembre 1996), remplacée par :
  - Peter Parker: Spider-Man (vol. 1) #75-98 (décembre 1996 - décembre 1998), puis
  - Peter Parker: Spider-Man (vol. 2) #1-57 (janvier 1999 - août 2003), puis
  - The Spectacular Spider-Man (vol. 2) #1-27 (septembre 2003 - juin 2005), puis
  - Friendly Neighborhood Spider-Man #1-24 (décembre 2005 - novembre 2007)

- Spider-Man Unlimited (vol. 1) #1-22 (mai 1993 - novembre 1998), revue trimestrielle à la pagination plus élevée que les autres séries.
- Untold Tales of Spider-Man #1-25 (septembre 1995 - octobre 1997), série située au début de la carrière de l'Homme-Araignée.
- Spider-Man Team-Up #1-7 (décembre 1995 - juin 1997), série où l'Homme-Araignée partage l'affiche avec un autre héros. Remplacée par :
  - Marvel Team-Up (vol. 2) #1-11 (septembre 1997 - juillet 1998), série où différents héros partagent l'affiche.
- Spider-Man Unlimited (vol. 2) #1-5 (décembre 1999 - avril 2000), produit dérivé de la série d'animation Les Nouvelles Aventures de Spider-Man.
- Spider-Man's Tangled Web #1-22 (juin 2001 - mars 2003), série dédiée à des personnages secondaires, voire inconnus.
- Spider-Man Unlimited (vol. 3) #1-15 (mars 2004 - mai 2006), revue bimestrielle composée de deux histoires courtes.

- Marvel Knights: Spider-Man #1-22 (juin 2004 - mars 2006), remplacée par :
  - The Sensational Spider-Man (vol. 2) #23-41 (avril 2006 - novembre 2007)

- Marvel Team-Up (vol. 3) #1-25 (janvier 2005 - décembre 2006), série où l'Homme-Araignée partage l'affiche avec un autre héros. Remplacée par :
  - Spider-Man Family #1-9 (avril 2007 - août 2008), revue anthologique publiée bimestriellement. Remplacée par :
  - The Amazing Spider-Man Family #1-8 (octobre 2008 - septembre 2009), revue anthologique publiée bimestriellement. Remplacée par :
  - Web of Spider-Man (vol. 2) #1-12 (décembre 2009 - novembre 2010)

- Avenging Spider-Man #1-22 (novembre 2011 - juin 2013), série où l'Homme-Araignée partage l'affiche avec un autre héros. Remplacée par :
  - Superior Spider-Man Team-Up #1-12 (juillet 2013 - avril 2014), série où le Spider-Man Supérieur (Superior Spider-Man) partage l'affiche avec un autre personnage.

À ces séries situées sur la Terre 616 s'ajoutent des versions alternatives telles que l'univers Ultimate :
- Ultimate Spider-Man #1-160 (octobre 2000 - juin 2011) de Brian Michael Bendis et Mark Bagley. Renommée « Ultimate comics Spider-Man » à partir du numéro 133, le dernier arc de cette série relate la mort de Peter Parker.
- Ultimate Comics Spider-Man (vol. 2) (septembre 2011 - 2014) de Brian Michael Bendis et Sara Pichelli. Cette série raconte comment Miles Morales, garçon de treize ans, obtient des pouvoirs d'araignée et décide de reprendre le flambeau à la suite de la mort de Peter Parker.
- Spider-Men #1-5 (depuis juin 2012). Cette mini-série de 5 numéros écrits par Brian Michael Bendis et illustrés par Sara Pichelli raconte la rencontre de Peter Parker de l'univers « normal » et de Miles Morales, le Spider-Man de l'univers Ultimate.

## Adaptations dans d'autres médias
De nombreuses adaptations animées pour la télévision et des films pour le cinéma ont vu le jour depuis la création du personnage.
La série de films Spider-Man de Sam Raimi dans laquelle Tobey Maguire interprète le rôle principal a connu un succès planétaire. Spider-Man a atteint la 11e place des films les plus vus au monde, avec un total de plus de 806 millions de dollars d'entrées. La suite Spider-Man 2 est sortie en 2004 et Spider-Man 3 en 2007.
Une nouvelle franchise, qui recommence l'histoire, a débuté en juillet 2012 avec le premier opus intitulé tout simplement The Amazing Spider-Man, sous la direction de Marc Webb avec Andrew Garfield dans le rôle de Spider-Man. The Amazing Spider-Man : Le Destin d'un héros, sa suite, est sortie en avril 2014. La sortie d'un troisième opus a cependant été annulée, à la suite d'une réception critique très mitigée du dernier film.
Depuis l'accord de Sony Pictures Entertainment et de Marvel Studios en février 2015, il est décidé que Spider-Man sera intégré dans le MCU lors de la 3e phase. C'est le jeune acteur anglais Tom Holland qui est choisi pour incarner le personnage, rajeuni pour l'occasion. Après une courte apparition en 2016 dans le film évènement Captain America: Civil War, il a droit à son propre film, Spider-Man: Homecoming, sorti en 2017. Est prévue une trilogie qui suivra les trois années de lycée de Peter Parker. Dans Spider-Man: No Way Home sorti en 2021, Peter et Docteur Strange (joué par Benedict Cumberbatch) ouvrent malencontreusement le Multivers faisant ainsi apparaître les antagonistes des deux précédentes franchises, ainsi que les deux Spider-Man. Pour l'occasion, Tobey Maguire et Andrew Garfield reprennent leur rôle auprès de la version du personnage joué par Tom Holland.

### Cinéma

#### Interprété par Nicholas Hammond (1977-1979)

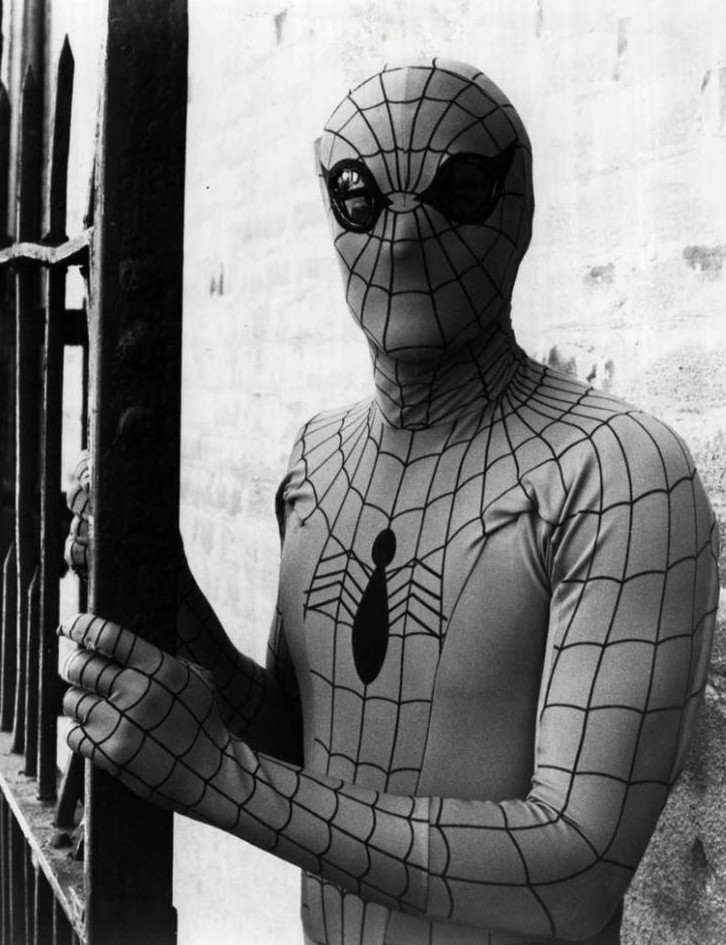
Nicholas Hammond incarne Spider-Man de 1977 à 1979.

Les films suivants sont en réalité des épisodes remontés de la série télévisée The Amazing Spider-Man :
- 1977 : L’Homme araignée de E.W. Swackhamer, épisode pilote, sorti en France en 1978 au cinéma.
- 1978 : La Riposte de l'homme-araignée de Ron Satlof, épisodes « Deadly Dust: Part 1 » et « Deadly Dust: Part 2 », sortis en France au cinéma dans une version remontée en 1979.
- 1979 : Spider-Man défie le Dragon de Don McDougall, épisode final de la série The Chinese Web, sorti en France au cinéma en province uniquement en 1981.

#### Interprété par Tobey Maguire (2002-2007 puis 2021)
- 2002 : Spider-Man de Sam Raimi.
- 2004 : Spider-Man 2 de Sam Raimi.
- 2007 : Spider-Man 3 de Sam Raimi.
- 2021 : Spider-Man: No Way Home de Jon Watts
- 2022 : Spider-man: No Way Home- The More Fun Stuff Version de Jon Watts

#### Interprété par Andrew Garfield (2012-2014 puis 2021)
- 2012 : The Amazing Spider-Man de Marc Webb.
- 2014 : The Amazing Spider-Man 2, de Marc Webb.
- 2021 : Spider-Man: No Way Home de Jon Watts
- 2022 : Spider-man: No Way Home- The More Fun Stuff Version de Jon Watts

#### Interprété par Tom Holland dans l'univers cinématographique Marvel (2016-2021) et le Sony's Spider-Man Universe (2021)
En février 2015, Marvel Studios conclut un accord avec Sony Pictures et annonce que Spider-Man intègre l'univers cinématographique Marvel afin de pouvoir rejoindre les Avengers, comme dans les comics. C'est le jeune acteur Tom Holland qui reprend le rôle-titre.
- 2010 :  Iron Man 2 de Jon Favreau (petit garçon sauvé par Iron Man)
- 2016 : Captain America: Civil War d'Anthony et Joe Russo
- 2017 : Spider-Man: Homecoming de Jon Watts
- 2018 : Avengers: Infinity War d'Anthony et Joe Russo
- 2019 : Avengers: Endgame d'Anthony et Joe Russo
- 2019 : Spider-Man: Far From Home de Jon Watts
- 2021 : Venom: Let There Be Carnage d'Andy Serkis : Transporté hors de son univers, Venom voit un reportage sur Peter à la télévision.
- 2021 : Spider-Man: No Way Home de Jon Watts (présence de deux autres Peter Parker/Spider-Man issus d'univers alternatifs joués par Tobey Maguire et Andrew Garfield, voir ci-dessus)
- 2022 : Spider-man: No Way Home- The More Fun Stuff Version de Jon Watts
- 2026 : Spider-Man: Brand New Day de Destin Daniel Cretton

| De gauche à droite : Tobey Maguire, premier interprète du personnage au cinéma ; Andrew Garfield, qui lui a succédé et Tom Holland, qui reprend le rôle dans l'univers cinématographique Marvel. |  | De gauche à droite : Tobey Maguire, premier interprète du personnage au cinéma ; Andrew Garfield, qui lui a succédé et Tom Holland, qui reprend le rôle dans l'univers cinématographique Marvel. |  | De gauche à droite : Tobey Maguire, premier interprète du personnage au cinéma ; Andrew Garfield, qui lui a succédé et Tom Holland, qui reprend le rôle dans l'univers cinématographique Marvel. |
| De gauche à droite : Tobey Maguire, premier interprète du personnage au cinéma ; Andrew Garfield, qui lui a succédé et Tom Holland, qui reprend le rôle dans l'univers cinématographique Marvel. |  | |  | |

#### Films d'animation
- 2018 : Spider-Man: New Generation de Peter Ramsey, Bob Persichetti et Rodney Rothman (doublé par Jake Johnson)
- 2023 : Spider-Man : Across the Spider-Verse de Joaquim Dos Santos, Kemp Powers et Justin K. Thompson (doublé par Jake Johnson)

#### Autres apparitions
- 2024 : Madame Web de S. J. Clarkson (en) : La naissance de Peter est un élément de l'intrigue du film. Au cours d'une Baby shower, sa mère Mary (interprétée par Emma Roberts) propose un jeu durant lequel les invitées doivent deviner son prénom. Quand Mary accouche à la fin du film, Peter apparaît interprété par un bébé acteur non crédité.

### Séries télévisées
- Spider-Man apparaît d'abord de 1974 à 1977 dans la série Spidey Super Stories qui est une partie du programme The Electric Company destiné aux enfants. Ces courts sketchs durent quelques minutes et parce qu'ils sont destinés aux enfants ont des contraintes originales ; Spider-Man ne parle pas mais des bulles avec le texte sont insérées dans l'image afin de développer les capacités de lecture des spectateurs ; aucun super-vilain n'est présent et les combats contre de simples malfaiteurs sont montrés par l'insertion de cases de bandes dessinées ; la violence est quasi-absente des combats et Spider-Man n'a pas d'autres pouvoirs que de lancer sa toile[46]. La série est ensuite adaptée en comic books et vise toujours le public le plus jeune. Ce comics dure jusqu'en 1982[47].
- 1977-1979 : The Amazing Spider-Man (Columbia Pictures), avec Nicholas Hammond.
- 1978-1979 : Spider-Man (Tōei Company), avec Shinji Tōdō (lb).

### Séries télévisées d’animation
- 1967 : L'Araignée de Robert L. Lawrence, avec Paul Soles (VF : Ronald France puis Daniel Roussel)[note 3].
- 1981-1982 : Spider-Man, avec Ted Schwartz[48].
- 1981-1983 : Spider-Man et ses amis extraordinaires, avec Dan Gilvezan (VF : Sébastien Hébrant).
- 1994-1998 : Spider-Man, l'homme-araignée, avec Christopher Daniel Barnes (VF : Nicolas Marié). Sans aucun doute la plus longue et la plus connue des adaptations de l'homme araignée. Elle a toutefois négligé certains personnages, qui reprendront leur importance dans certaines séries qui suivront.
- 1999-2000 : Les Nouvelles Aventures de Spider-Man, avec Rino Romano (VF : Denis Laustriat). Série télévisée d'animation composée d'une seule saison. Au lieu de relancer la série Spider-Man, l'homme araignée, les développeurs décidèrent d'inventer un nouveau concept, qui s'éloigne beaucoup de l'histoire originale. La série ne rencontre pas le succès attendu à cause peut être de l'écart avec la première série, mais surtout de la banqueroute qui touche Marvel Comics à cette époque.
- 2003 : Spider-Man : Les Nouvelles Aventures, avec Neil Patrick Harris (VF : Frédéric Méaux). Série télévisée d'animation en 3D qui fait suite au film de Sam Raimi sorti en 2002. La série est composée d'une seule saison. L'auteur Brian Michael Bendis a participé au projet.
- 2008-2009 : Spectacular Spider-Man, avec Josh Keaton (VF : Damien Ferrette). Série télévisée d'animation composé de deux saisons, diffusée en France en 2008. Cette série est sans doute celle qui s'inspire le plus du comic, malgré quelques changements et des inspirations d'autres versions, dont le film et la série Ultimate Spider-Man. Certains personnages, totalement supprimés dans les adaptations précédentes — comme Gwen Stacy ou Liz Allen — reprennent une place assez importante. Spectacular Spider-Man semble à ce jour l'adaptation la plus appréciée des fans. Une troisième saison est annulée pour des raisons commerciales.
- 2012-2017 : Ultimate Spider-Man, avec Drake Bell (VF : Sébastien Hébrant). En 2012, Disney rachète la licence Spectacular Spider-Man à Marvel et créé ce dessin animé. La série s’achève après quatre saisons de 26 épisodes chacune[49]. La série est caractérisée par un humour visuel très fréquent, comparable à celui de la série Teen Titans : Les Jeunes Titans (petits personnages, déformations) et par de nombreuses apartés de Peter Parker avec les téléspectateurs, comparables à ceux de Deadpool.
- 2017-2020 : Spider-Man, avec Robbie Daymond (VF : Pierre Le Bec).
- depuis 2021 : Spidey et ses amis extraordinaires, avec Benjamin Valic (VF : Lasha Songulashvili pour les saisons 1-2, puis Thylian Leroy à partir de la saison 3).
- 2025 : Votre fidèle serviteur Spider-Man (Your Friendly Neighborhood Spider-Man), avec Hudson Thames (VF : Hugo Brunswick ; VQ : Alexandre Bacon) qui reprend le rôle de Peter Parker / Spider-Man tout comme dans les séries What If...? et Marvel Zombies.

### Jeux vidéo
Le personnage de Spider-Man a été utilisé dans de nombreux jeux vidéo.
- Spider-Man (1982)
- Questprobe featuring Spider-Man (1984)
- The Amazing Spider-Man and Captain America in Dr. Doom's Revenge! (1989)
- The Amazing Spider-Man (1990)
- The Amazing Spider-Man vs. The Kingpin (1990)
- Spider-Man: The Video Game (1991)
- The Amazing Spider-Man 2 (1992)
- Spider-Man: Return of the Sinister Six (1992)
- Spider-Man and the X-Men: Arcade's Revenge (1992)
- Spider-Man 3: Invasion of the Spider-Slayers (1993)
- Spider-Man and Venom: Maximum Carnage (1994)
- The Amazing Spider-Man: Lethal Foes (1995)
- Spider-Man and Venom: Separation Anxiety (1995)
- Spider-Man: The Animated Series (1995)
- Spider-Man: Web of Fire (1996)
- Marvel Super Heroes vs. Street Fighter (1997)
- Marvel vs. Capcom: Clash of Super Heroes (1998)
- Spider-Man (2000) (VF : Marc Saez)
- Marvel vs. Capcom 2: New Age of Heroes (2000)
- Spider-Man 2: The Sinister Six (2001)
- Spider-Man: Mysterio's Menace (2001)
- Spider-Man 2 : La Revanche d'Electro (2001) (VF : Marc Saez)
- Spider-Man (2002) (VF : Marc Saez)
- Spider-Man 2 (2004) (VF : Damien Witecka)
- Ultimate Spider-Man (2005) (VF : Emmanuel Garijo)
- Spider-Man : Bataille pour New York (2006) (VF : Emmanuel Garijo)
- Marvel: Ultimate Alliance (2006)
- Spider-Man 3 (2007) (VF : Damien Witecka)
- Spider-Man : Allié ou Ennemi (2007) (VF : Marc Saez)
- Marvel: Ultimate Alliance 2 (2007)
- Spider-Man : Le Règne des ombres (Spider-Man: Web of Shadows, 2008) (VF : Damien Ferrette)
- Spider-Man : Toxic City (2009)
- Spider-Man : Total Mayhem (2010)
- Spider-Man : Dimensions (2010) (VF : Damien Boisseau, Emmanuel Gradi, Jérôme Pauwels, Benjamin Pascal)
- Marvel vs. Capcom 3: Fate of Two Worlds (2011)
- Ultimate Marvel vs. Capcom 3 (2011)
- Spider-Man : Aux frontières du temps (2011) (VF : Damien Boisseau)
- The Amazing Spider-Man (2012) (VF : Benjamin Pascal)
- Lego Marvel Super Heroes (2013) (VF : Donald Reignoux)
- The Amazing Spider-Man 2 (2014) (VF : Benjamin Pascal)
- Spider-Man Unlimited (2014)
- Marvel vs. Capcom: Infinite (2017)
- Lego Marvel Super Heroes 2 (2017) (VF : Donald Reignoux)
- Marvel's Spider-Man (2018) (VF : Donald Reignoux)
- Marvel's Spider-Man: Miles Morales (2020) (VF : Donald Reignoux)
- Marvel's Midnight Suns (2022) (VF : Donald Reignoux)
- Marvel's Spider-Man 2 (2023) (VF : Donald Reignoux)

Le personnage apparaît également en tant que personnage déblocable dans les jeux vidéo suivants : The Revenge of Shinobi (1989), The Punisher: The Ultimate Payback! (1991) et Tony Hawk's Pro Skater 2 (2000).

### Jeux de plateau
Spider-Man apparaît également dans le jeu de plateau HeroScape Marvel et dans le jeu de figurines à collectionner Heroclix produit par Wizkids. Il existe même un jeu de plateau nommé Spider-Man où il est possible d'incarner les héros et les super-vilains de la série.
Il est possible de jouer Spider-Man dans l'édition Marvel du jeu de plateau Dice Throne.

## Dans la culture populaire

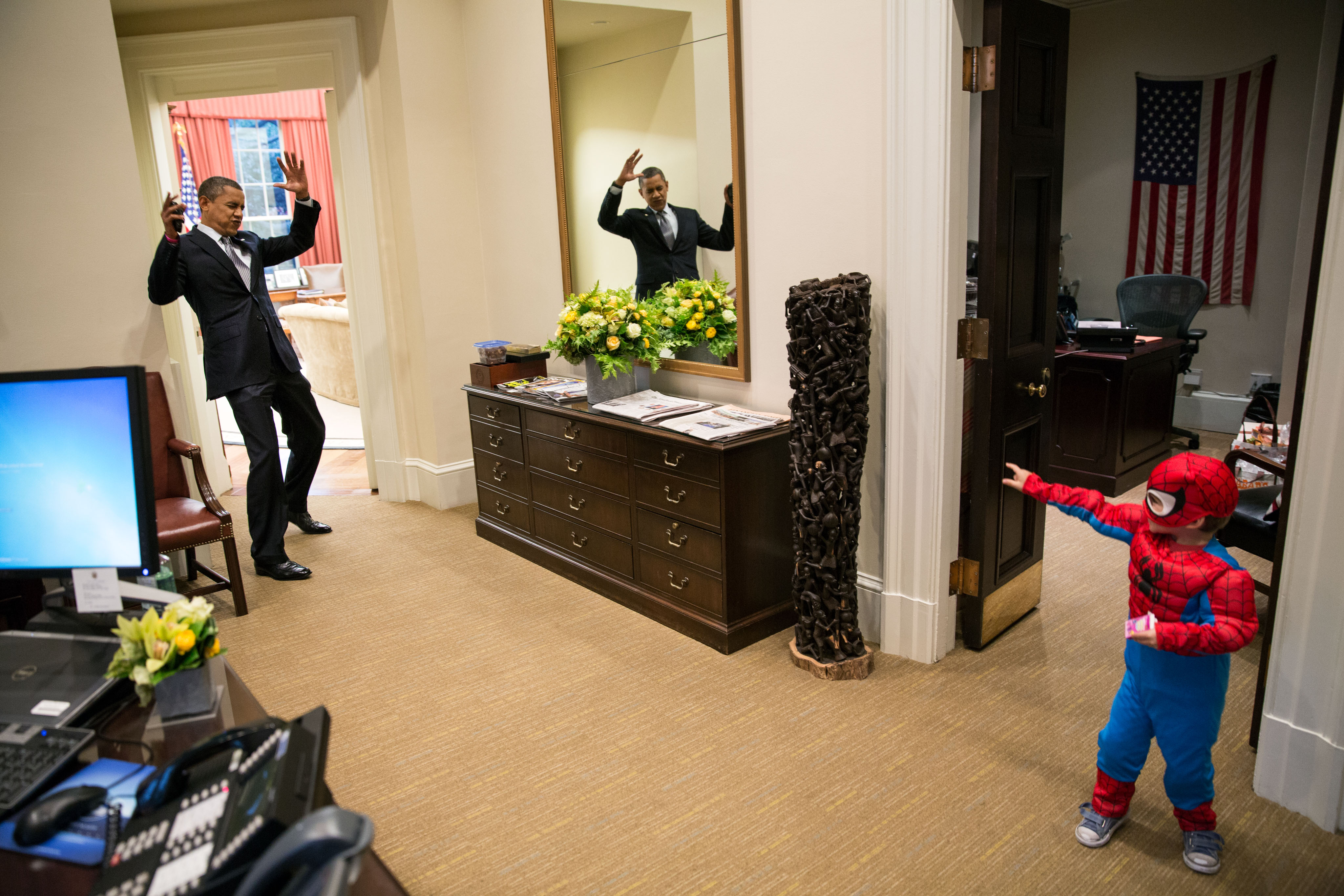
Le président américain Barack Obama à la Maison-Blanche simulant sa capture par un enfant costumé en Spider-Man (2012).

- En janvier 2009, Barack Obama figure sur la couverture de The Amazing Spider-Man #583, sous-titré « The Amazing Spider-Man Presidents Day Special », dans l'histoire Spidey Meets the President! (en). Le comic est publié une semaine avant son inauguration au poste de président des États-Unis[52].
- Par ailleurs, en octobre 2012, une photo à caractère humoristique est publiée par la Maison-Blanche figurant le président Obama non loin du bureau ovale en train d'être capturé par un jeune enfant costumé en Spider-Man[53],[54].